# John B. Root
Pour les articles homonymes, voir Root.
Pour l’article ayant un titre homophone, voir Biroute.
Jean Guilloré, dit John B. Root, est un réalisateur et producteur français de films pornographiques, né le 28 novembre 1958 à Chambéry. D'abord auteur de livres pour la jeunesse, il se lance en 1994 dans la pornographie, dont il devient l'un des noms les plus connus en France. Il est également l'un des premiers réalisateurs de X français à avoir misé sur l'Internet. 
Signant aussi bien des gonzos que des films scénarisés « à l'ancienne », il se pose en défenseur de la pornographie en tant que forme d'expression artistique. Dans les années 2010, sa carrière décline en raison de la pornographie gratuite sur Internet.

## Biographie

### Jeunesse et débuts professionnels
Né à Chambéry, Jean Guilloré est le fils d'un couple de « profs de gauche ». Il passe une partie de sa jeunesse au Caire, où ses parents se sont installés après 1968, et où il vit jusqu'à ses 18 ans. Il fait ensuite des études de cinéma et commence sa carrière professionnelle en tant que caméraman pour la télévision. Il travaille notamment sur les émissions culturelles du service public comme Thalassa.
Parallèlement, il écrit des livres pour enfants et jeunes adolescents, parmi lesquels Le Voyage de Nicolas (1985) — qui devient un classique de la classe de cinquième — et Mon copain bizarre (1995) — qui reçoit le Prix
du livre jeunesse. Évelyne Douailler, éditrice chez Bayard, loue a posteriori son talent d'écrivain pour la jeunesse et sa capacité à écrire des textes ayant « toujours un pied dans la réalité, un autre dans le rêve ».
Dès son adolescence, il ressent « une fascination pour la sexualité féminine et sa représentation. Le sexe en tant que spectacle, la mise en scène du sexe ». Il se considère dès cette époque comme un « obsédé sexuel » à tendance voyeuriste. Il découvre les films X en 1976, lors de son retour en France. En couple à l'âge de vingt ans, il met de côté son attirance pour la pornographie, et vit de son métier de caméraman et de ses écrits. Puis il fait à 35 ans une « crise de la quarantaine » et se retrouve à nouveau taraudé par « la question du sexe » : en 1994, à titre d'expérience, il produit un cédérom pornographique interactif — le premier du genre en France — qui, acheté et diffusé par le magazine Penthouse, remporte un succès commercial inattendu sous le titre Penthouse Virtual Escort,.

### Passage au porno
Il crée ensuite une société de production, Le Dauphin pirate (alias JBR Média), avec pour objectif initial de créer des programmes pour la jeunesse. Ne parvenant pas à vendre ses projets aux chaînes de télévision ni à trouver de budget pour réaliser un cédérom sur l'enfance, il décide de réaliser d'autres cédéroms pornographiques, pour lesquels on lui propose des financements,. À ses débuts, n'ayant alors pas de relations dans le milieu du porno, il travaille avec des filles recrutées sur Minitel. Son nom étant connu dans la littérature jeunesse, il prend le pseudonyme de John B. Root qui, prononcé à l'anglaise, est à la fois un jeu de mots sur « biroute » (terme d'argot désignant le pénis) et une traduction littérale en anglais (« John Root ») du nom de Jean Racine. Il utilisera par la suite un autre pseudonyme, « Paul Forguette », pour les besoins du film Concupiscence.
Entre 1994 et 1998, il crée une série de cédéroms, dont deux, Zara Whites' Double Experience (1996) et Cyberix (1997) reçoivent l'X Award du meilleur cédérom européen. XXX Réalisateur, qui met l'utilisateur dans la peau d'un réalisateur de porno, se situe à mi-chemin entre le jeu de drague et le film interactif.

### Carrière de réalisateur

#### Premiers longs-métrages

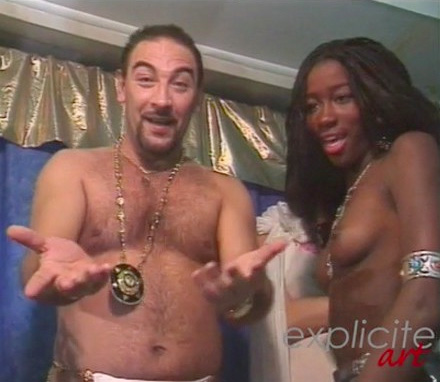
Roberto Malone et l'actrice Marie dans une scène de Cyberix (1996).

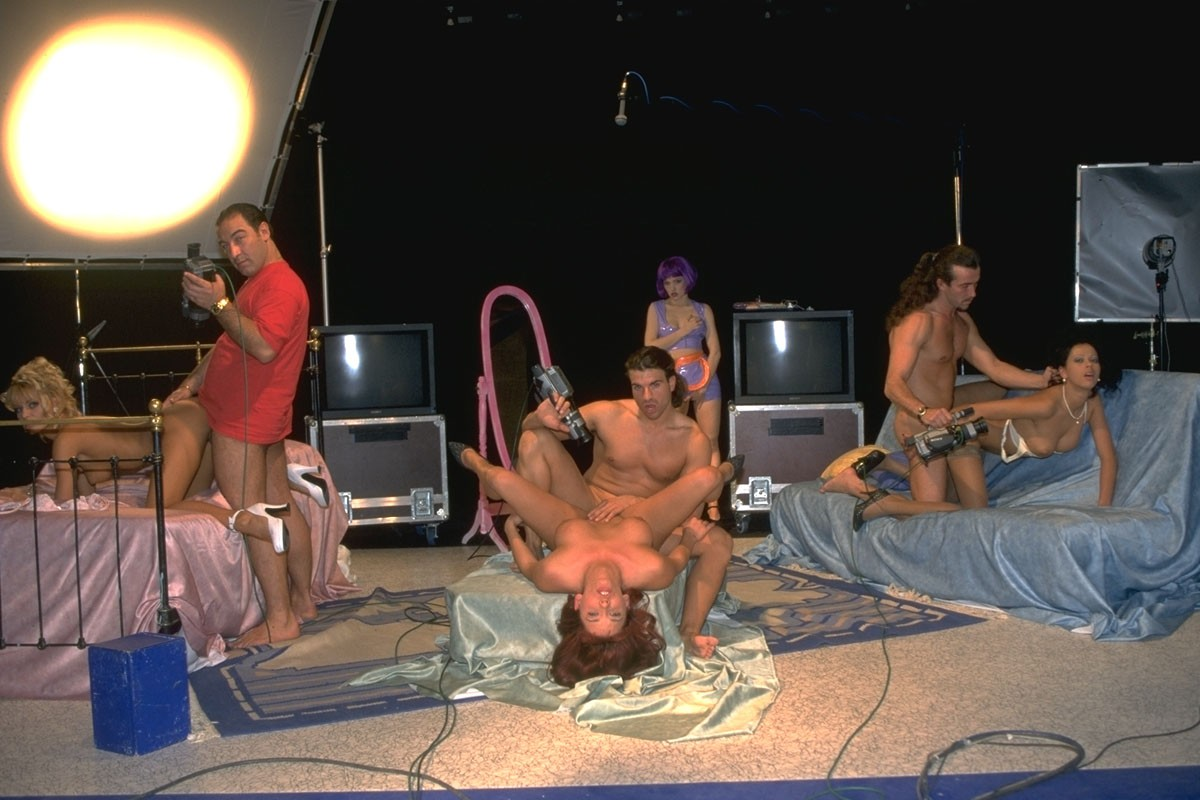
Tournage de Sextet (1997).

En 1995, Canal+, qui prévoit pour l'année suivante une soirée spéciale consacrée à la technologie et au multimédia, La nuit cyber, prend contact avec John B. Root pour lui commander une fiction en lien avec cette thématique. Ce projet donne naissance à Cyberix, premier long-métrage pornographique interactif, proposé en version film et en version cédérom, qui permet au spectateur de choisir entre plusieurs versions du scénario et d'adopter différents points de vue (l'homme ou la femme).
Bien qu'ayant perdu de l'argent avec ce premier film, faute d'avoir su en gérer le budget, John B. Root récidive l'année suivante avec Sextet, un long-métrage dans lequel il met en vedette Fovéa, qui devient à l'époque son « actrice fétiche ».
Sa nouvelle carrière provoque cependant la rupture avec son épouse. Il commente par la suite : « J'ai inventé John B. Root pour faire du CD-Rom, il a fini par tout bouffer ».

#### Défense d'un porno de qualité

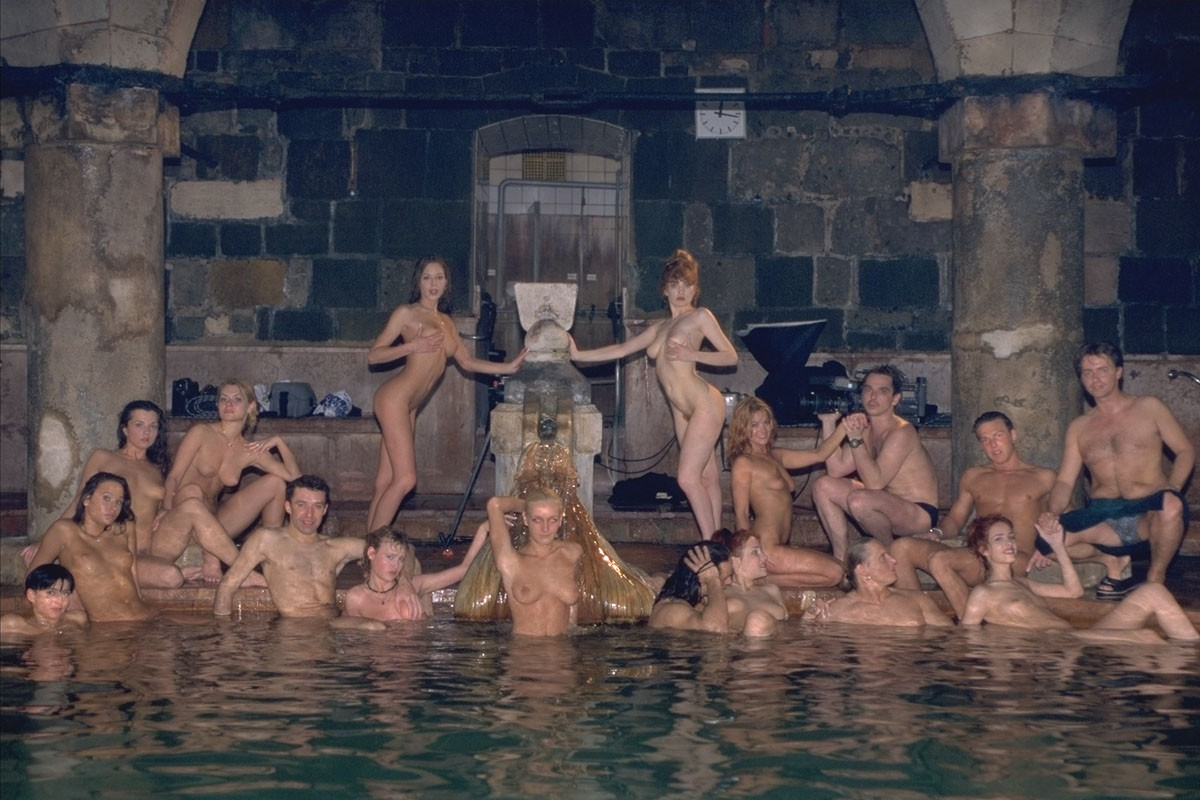
Tournage de Concupiscence (1998).

John B. Root impose rapidement sa « patte » dans le porno français grâce au soin qu'il apporte à la réalisation, au montage, au scénario et au casting. Il intervient en outre à plusieurs reprises dans le débat public en s'affirmant comme un défenseur résolu de la pornographie en tant que genre artistique. En 1998, il fait sensation dans les médias en écrivant à la ministre de la culture de l'époque, Catherine Trautmann, une lettre ouverte dans laquelle il lui demande de soutenir la pornographie à l'instar des autres branches de la création audiovisuelle pour contribuer à la survie « d'un genre mineur mais respectable du cinéma ».
Amateur des films X français de la grande époque, il regrette l'évolution mercantile du cinéma pornographique auquel il ambitionne de donner des lettres de noblesse sur le plan artistique : « Je me souviens des films de Kikoïne, de Tranbaree, de Leroi… c’était aussi du cinoche ! Ça avait de l’humour, de la classe. Le porno a perdu cette fonction narrative, joyeuse, il est devenu un pur produit de masturbation rapide, sans aucun souci formel. Moi, quand je me branle, j’aime bien ne pas être pris pour un con. Le porno fast-food, ça me dérange ».
Considéré comme un réalisateur porno à la fois « atypique » et « intellectuel », John B. Root est suivi à l'époque avec sympathie par des journaux comme Les Inrockuptibles qui le qualifient en 2009 de « rénovateur du genre », ou les Cahiers du cinéma qui font notamment l'éloge de son film French Beauty. Dans son film Exhibitions 1999, diverses actrices porno répondent aux questions de journalistes non spécialisés dans le X et interprètent des scènes qu'elles ont conçues. En 2000, il réalise XYZ, dont le critique Christophe Lemaire écrit qu'il ressemble « littéralement à un film d'Éric Rohmer, les scènes de sexe en plus ».
En 1999, il publie chez La Musardine Porno blues, livre autobiographique doublé d'un plaidoyer pour le porno de qualité.

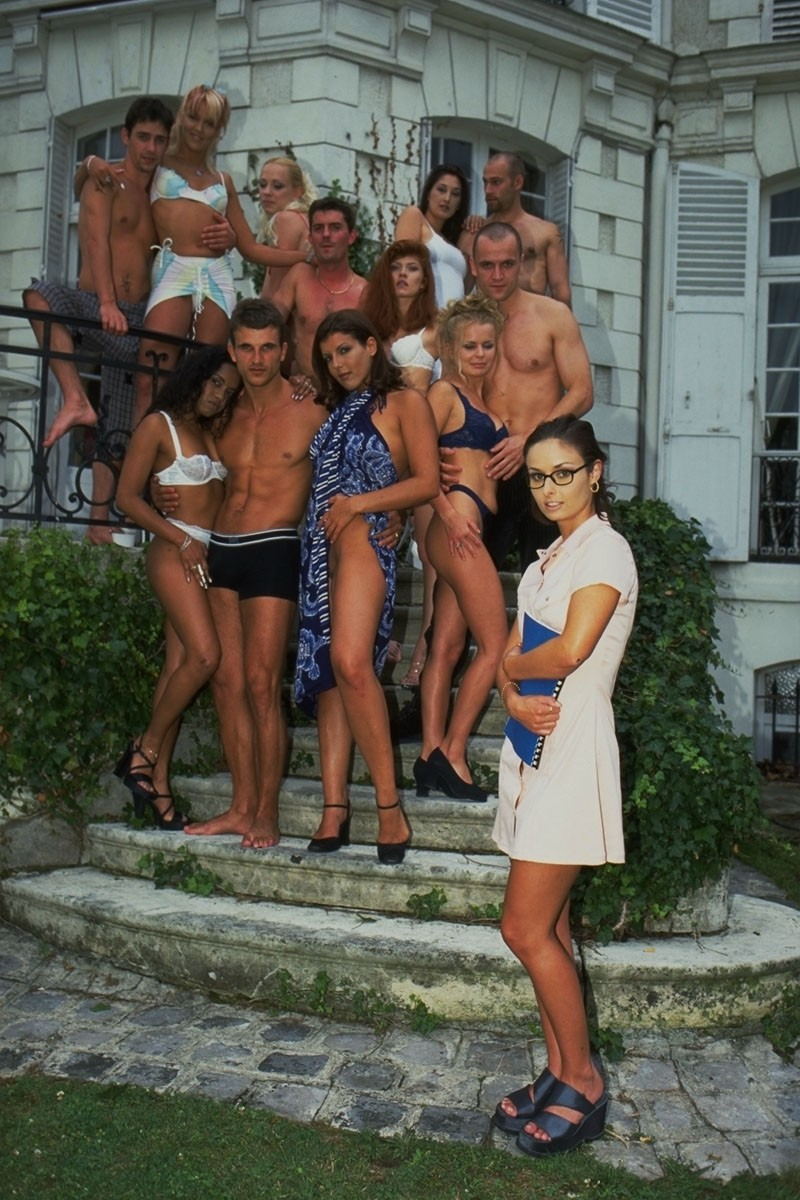
Tournage du film Le Principe de plaisir (1999).

En juillet 2002, dans un contexte de débat autour d'une éventuelle interdiction de la pornographie à la télévision, il publie une nouvelle lettre ouverte, dans laquelle dénonce l'absurdité de la censure, se souvient avoir rêvé dans sa jeunesse « du jour où l'acte sexuel filmé serait considéré comme du vrai cinéma et [lui] procurerait autant de plaisir cinéphilique que physiologique », et plaide pour « des produits audiovisuels cohérents, joyeux, «safe-sex», fabriqués dans le respect des acteurs et des spectateurs, mettant en scène de vrais personnages et donnant du sens à leur sujet ». Ses prises de position attirent l'attention de la presse étrangère.

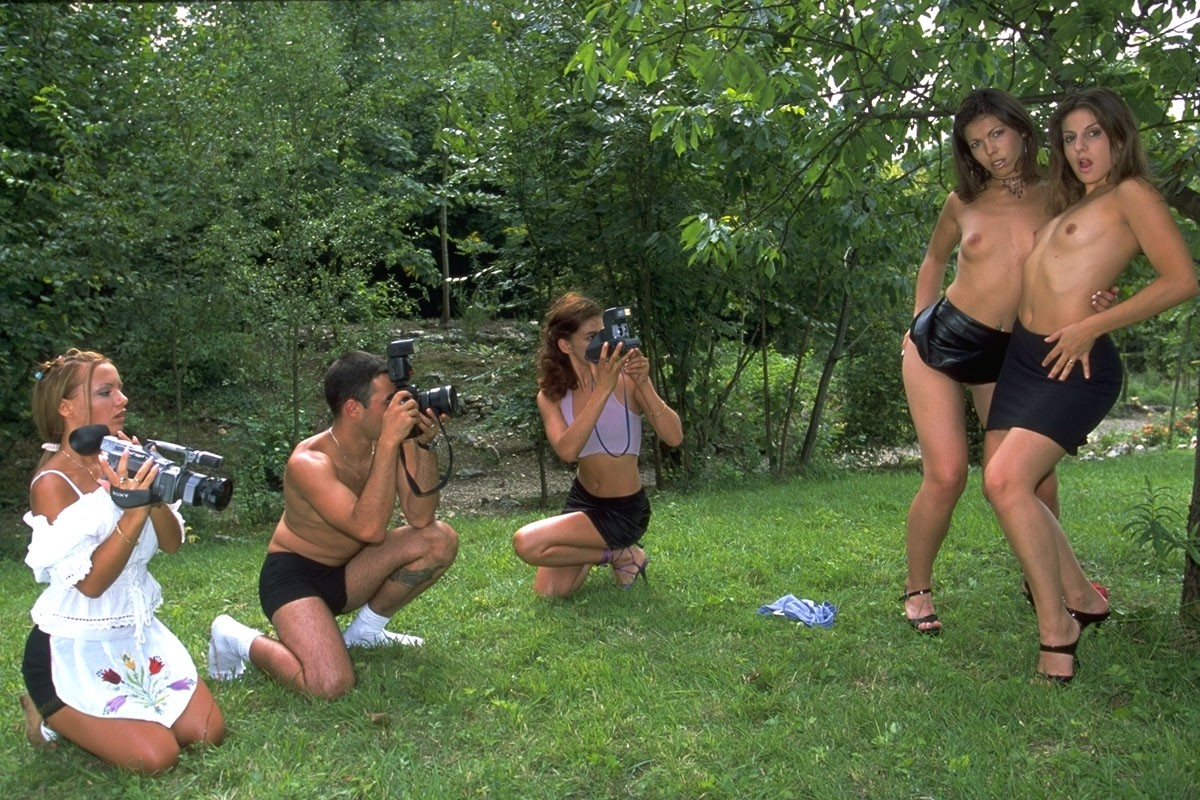
Tournage de French Beauty (2002).

Outre le soin apporté à la réalisation de ses films, John B. Root se signale également par des préoccupations éthiques, notamment en exigeant que ses interprètes — à l'exception de ceux qui forment des couples légitimes — portent des préservatifs. Le militantisme en faveur du safe sex demeure une constante de son cinéma. Il déclare à ce titre : « La prophylaxie, c’est très important. Les gamins de 14, 15 ans, on leur dit à l’école « mettez votre capote, il y a des maladies vénériennes dangereuses, on peut en mourir, le sida, etc. », ils regardent un porno de Siffredi ou de n’importe quel abruti de chez Private, il n’y a pas de capote. Ils se disent « attendez, les pros baisent sans capote, donc, c’est pas vrai, c’est pas si dangereux qu’on nous le dit ». Donc, non, ça ne passera pas par moi. Ça fait chier les acteurs, ça fait chier tout le monde, mais capote, et puis on la voit, la capote, on la montre. C’est une règle de base ». En 1998, il prête son concours à une campagne de prévention contre le sida lancée par le ministère de la santé français et Canal+, qui fait appel à cinq réalisateurs de cinéma traditionnel pour réaliser chacun un court métrage pornographique. John B. Root y contribue notamment pour le casting.
Il a également à cœur, dans ses films, de ne pas présenter d'images misogynes, ou dégradantes pour les femmes : « je fais gaffe à ne pas montrer des actes qui pourraient ne pas être compris par des mômes de 15 ans. Par exemple, dans les films de Siffredi, qui est un très bon hardeur en dehors de ça, il met des grandes baffes aux filles, la tête dans les chiottes, il fait un gang bang sur un ring de boxe où 40 mecs viennent couvrir une fille de sperme en la traitant de salope… des actes très violents. Je ne dis pas que c’est du mauvais porno ; je dis que si un ado tombe dessus sans explication, sans mode d’emploi, il ne va pas comprendre, c’est très déstabilisant et dangereux pour lui. Je ne fais donc très attention à ne montrer que des comportements "normaux", empreints de tendresse, de respect et n’allant pas vers le SM. » Il dit préférer les héroïnes fortes et ne veut pas montrer les femmes dans des situations de soumission : « La majorité des réalisateurs de porno présentent des femmes objets qui ouvrent la bouche et le cul et disent merci. C’est fait pour des mâles qui doutent d’eux-mêmes. Mais est-ce que tu peux baiser avec une femme que tu considères comme un objet ? Je veux bien qu’on me traite d’obsédé mais si on me traitait de misogyne, ça me donnerait envie de pleurer. » Il insiste par ailleurs sur le fait qu'il n’y a « rien de moins misogyne que [ses] tournages porno. La fille est au centre, elle est consentante, et si elle décide de ne plus l’être, le tournage est interrompu. » Selon lui, « la pornographie est une gynarchie. Ce sont les femmes qui ont le pouvoir. D’ailleurs, elles sont mieux payées que les hommes. »

#### Gonzos, films scénarisés et multimédia

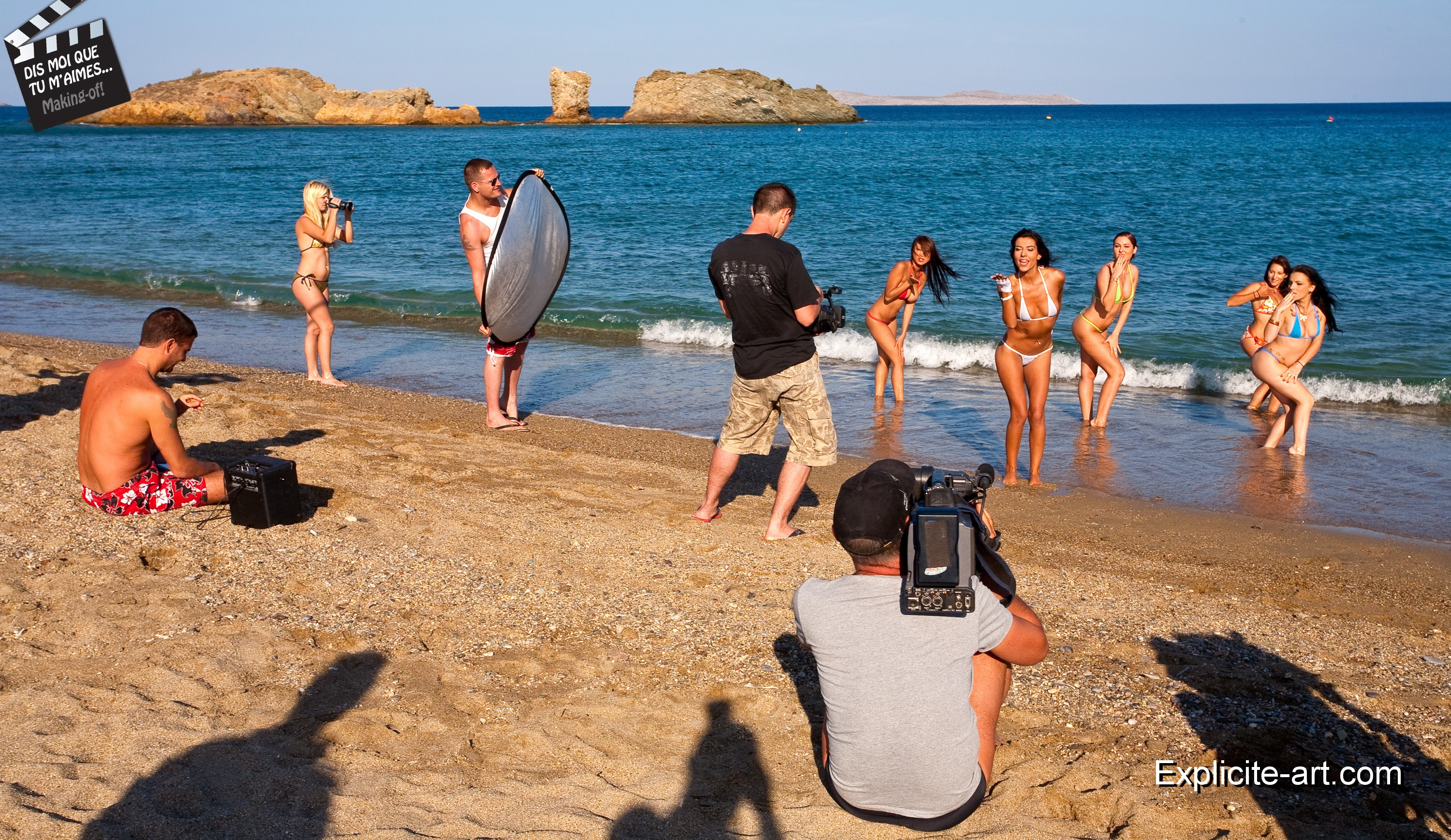
Tournage de Dis-moi que tu m'aimes (2010).

Le travail de John B. Root est marqué par différents acteurs et actrices « fétiches » que l'on retrouve au fil des années dans ses longs-métrages, comme Fovéa qui tient la vedette de ses premiers films, puis Titof qu'il considère comme le « sujet principal » de sa filmographie. Il confie à Titof, avec qui il estime avoir eu une relation « fusionnelle », le rôle récurrent d'« Antoine », un homme aux amours compliquées qui apparaît dans toute une série de films. En 2002, il réalise Ally, mélange de faux documentaire et de film X faisant le portrait de l'actrice Ally McTyana (alias Dany Verissimo-Petit). Au fil des années, il tourne avec de nombreuses autres vedettes féminines du porno français, comme Ovidie, Olivia Del Rio, Karen Lancaume, Tiffany Hopkins, Nomi, Liza Del Sierra, Lou Charmelle, Angell Summers, Nikita Bellucci ou Luna Rival, ainsi qu'avec divers acteurs récurrents comme HPG, Francesco Malcom, Sebastian Barrio, Phil Hollyday ou Ian Scott. Après Exhibitions 1999 et Ally, il revient à la formule mêlant porno et documentaire, avec Gonzo, mode d'emploi (2013) puis Des filles et du X (2016).
Le 12 juillet 2002, il réalise pour Kiosque — chaîne en pay-per-view du Groupe Canal+ — le film Explicite, un porno de 90 minutes tourné en multicaméra (en), et diffusé en direct à la manière d'une sorte de téléréalité, ce qui constitue une première mondiale dans le genre.
John B. Root crée son premier site web en 1997. Il publie également un blog, intitulé Cahier d'un porno-graphe inkorrekt, dans lequel il parle de sa vie personnelle comme des difficultés de son métier (censure, manque de moyens financiers, etc.). Il y publie aussi des extraits du courrier des lecteurs. Puis, dans le courant des années 2000, il mise de plus en plus sur l'Internet payant en créant le site explicite.com qui est, au début de la décennie, l'un des plus importants sites porno en France. Il y diffuse des vidéos, mais également des shows en direct, jusqu'à deux fois par semaine aux alentours de 2000. Libération décrit en 2006 le site explicite.com comme l'« un des sites les plus professionnels de France : 20 000 visiteurs par jour, 2 500 abonnés ». En juillet 2006, le nom de domaine explicite.com est volé puis piraté ; il est alors remplacé dans l'urgence par explicite-art.com. En octobre 2006, une décision du National Arbitration Forum ordonne que le nom de domaine lui soit rendu.

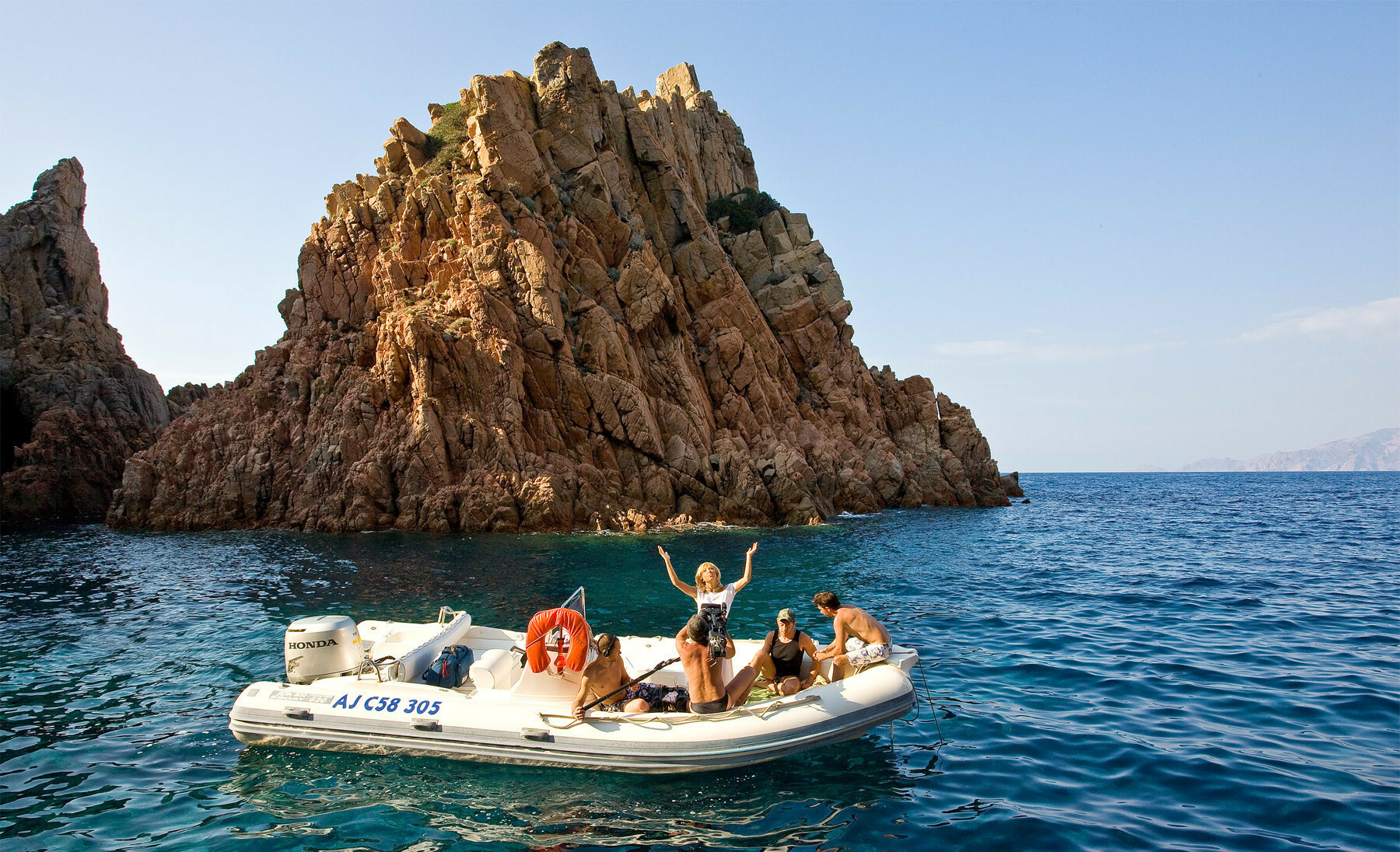
Tournage de Ludivine (2008).

Producteur de la plupart de ses films — à l'exception de Une nuit au bordel, tourné pour Marc Dorcel — il produit également à plusieurs reprises les films d'autres réalisateurs, notamment Orgasmus tourné en 2001 par sa compagne de l'époque, Loulou, également actrice X, maquilleuse et habilleuse sur ses films,, ainsi que Ti'Touch et Ti'Touch 2, réalisés par Titof. Ces deux derniers films représentent les seules incursions de John B. Root dans le porno gay.
Dans les années 2000, John B. Root se concentre sur la réalisation de vidéos pour son site. Il s'abstient pendant plus de quatre ans de tourner des longs-métrages, dont il trouve la production trop risquée, mais finit par revenir aux films scénarisés avec Ludivine, qui remporte trois prix en 2008 au festival international de l'érotisme de Bruxelles. À partir de 2008, il réalise des films scénarisés pour Canal + au rythme d'environ un par an, et tourne le reste du temps des vidéos gonzo destinées à son site,, « pour faire vivre [son] équipe et [sa] petite boîte ». En 2005, il se décide à franchir lui-même le pas en tant qu'acteur pornographique et fait ensuite des apparitions régulières dans ses vidéos, notamment pendant les périodes de crise financière de sa société où il manque de budget pour payer des acteurs.

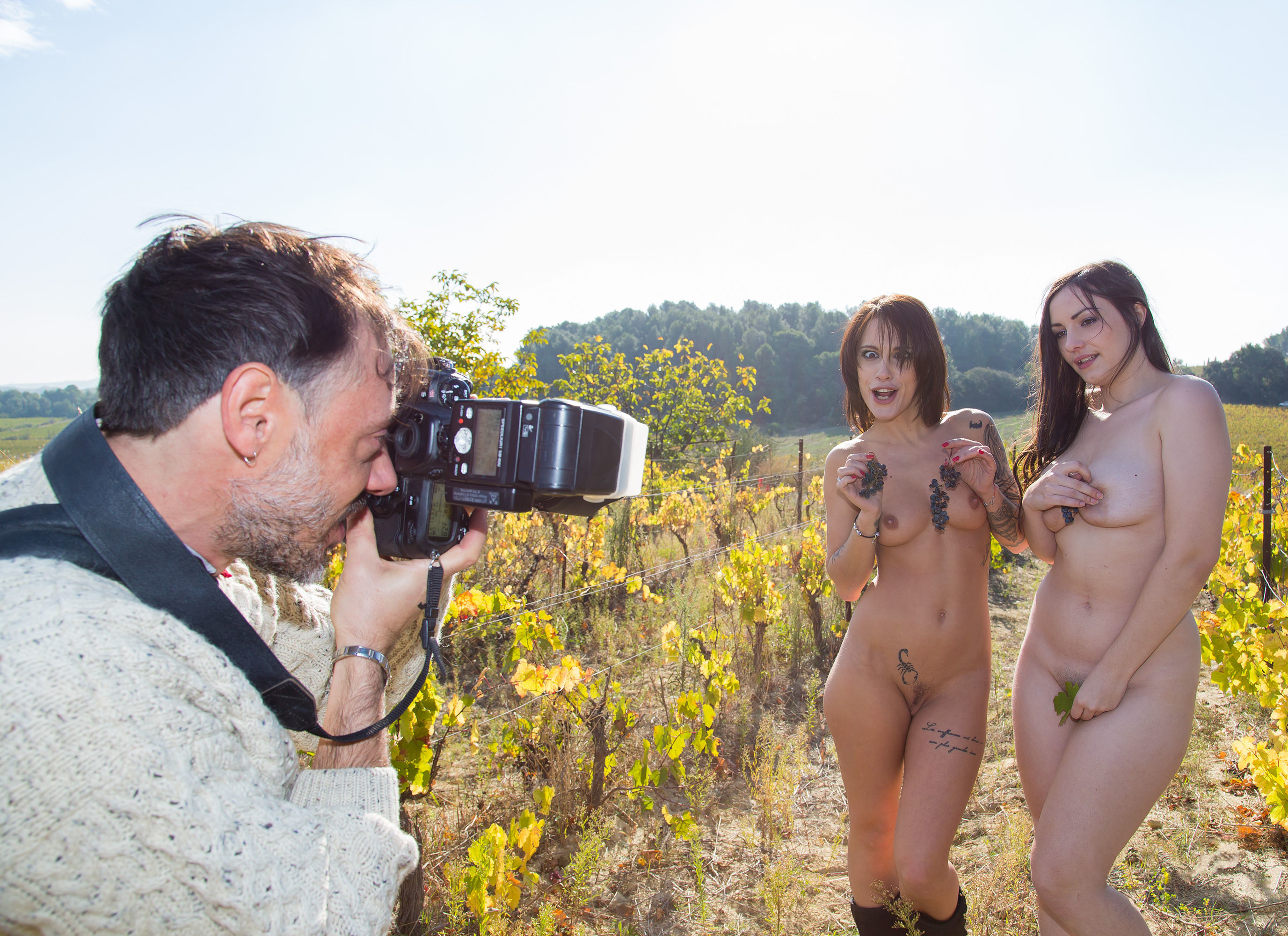
Tournage dEquinoXe (2015).

En 2009, il reçoit le Hot d’or du meilleur réalisateur français pour le film Montre-moi du rose. Les Inrockuptibles y voient la récompense de seize ans d'efforts « à tenter de proposer une autre esthétique du porno, scénarisé, contemporain et loin des manoirs de Dorcel. »
En septembre 2010, en collaboration avec l'éditeur de Hot Vidéo, il lance la revue bimestrielle HOT Explicite, dont il assure le rédactionnel et les photos, et qui est vendue en kiosque accompagnée de deux DVD,. Le magazine cesse de paraître en mai 2016.

#### Dernières années de carrière
Dans les années 2010, comme le reste du secteur du X en France et ailleurs, John B. Root est victime de la concurrence du contenu gratuit fourni par les « tubes » comme PornHub ou YouPorn. Peu doué en affaires de son propre aveu, il est contraint de réduire les activités de son entreprise, de licencier son personnel et de renoncer à son studio de tournage, réalisant désormais les vidéos de son site dans son appartement parisien. Il traverse une crise personnelle, qu'il surmonte en faisant de l'hypnothérapie puis en se tournant vers la pensée d'Eckhart Tolle et d'Osho. Prenant ses distances émotionnelles avec le monde de la pornographie ainsi qu'avec son alter ego John B. Root, dont il estime qu'il avait fini par éclipser sa vraie personnalité, il parvient par ailleurs à redresser la situation de sa société.

Tout en restant fidèle à sa démarche, il se montre pessimiste quant à la situation du cinéma pornographique. En 2016, il déclare : 

« je continue à essayer de faire des films formellement intéressants, et je crois toujours à la beauté de la pornographie. Hélas, je me trouve aujourd’hui dans un marché qui ne croit plus qu’à un porno purement masturbatoire et mercantile. Le marché a pris la direction des tubes, de la webcam, ou de l'amateur. Je me sens comme un dinosaure. Je n’ai pas encore réussi à faire le film qui apporterait la preuve que la pornographie, c’est du cinéma. Mais à chaque fois que je réalise un film, j’essaie de montrer que la pornographie peut être belle. Il s’agit quand même de l’art de filmer l’une des activités humaines les plus bouleversantes. »

En juin 2015, il publie Le Pornographe et le gourou, un roman aux accents autobiographiques dans lequel il décrit avec ironie le parcours d'un réalisateur de X. Il continue par ailleurs de réaliser régulièrement des films pornographiques scénarisés pour Canal+, dont EquinoXe, tourné en 2015 et SolstiX, tourné en 2016. En 2017, il tourne deux longs métrages pour le compte de Jacquie et Michel,.
En 2024, il déclare à la cellule investigation de Radio France que « Cela fait deux ans qu'il ne tourne plus, écœuré par les affaires judiciaires qui ont entaché son secteur professionnel », faisant référence à l'affaire French Bukkake . Cependant, la consultation des Archives de son blog johnbroot.com ne montre aucune interruption des publications de vidéos sur son site explicite-art.com entre 2014 et 2025, les plus récentes vidéos semblant tournées au Cap d’Agde .

## Films

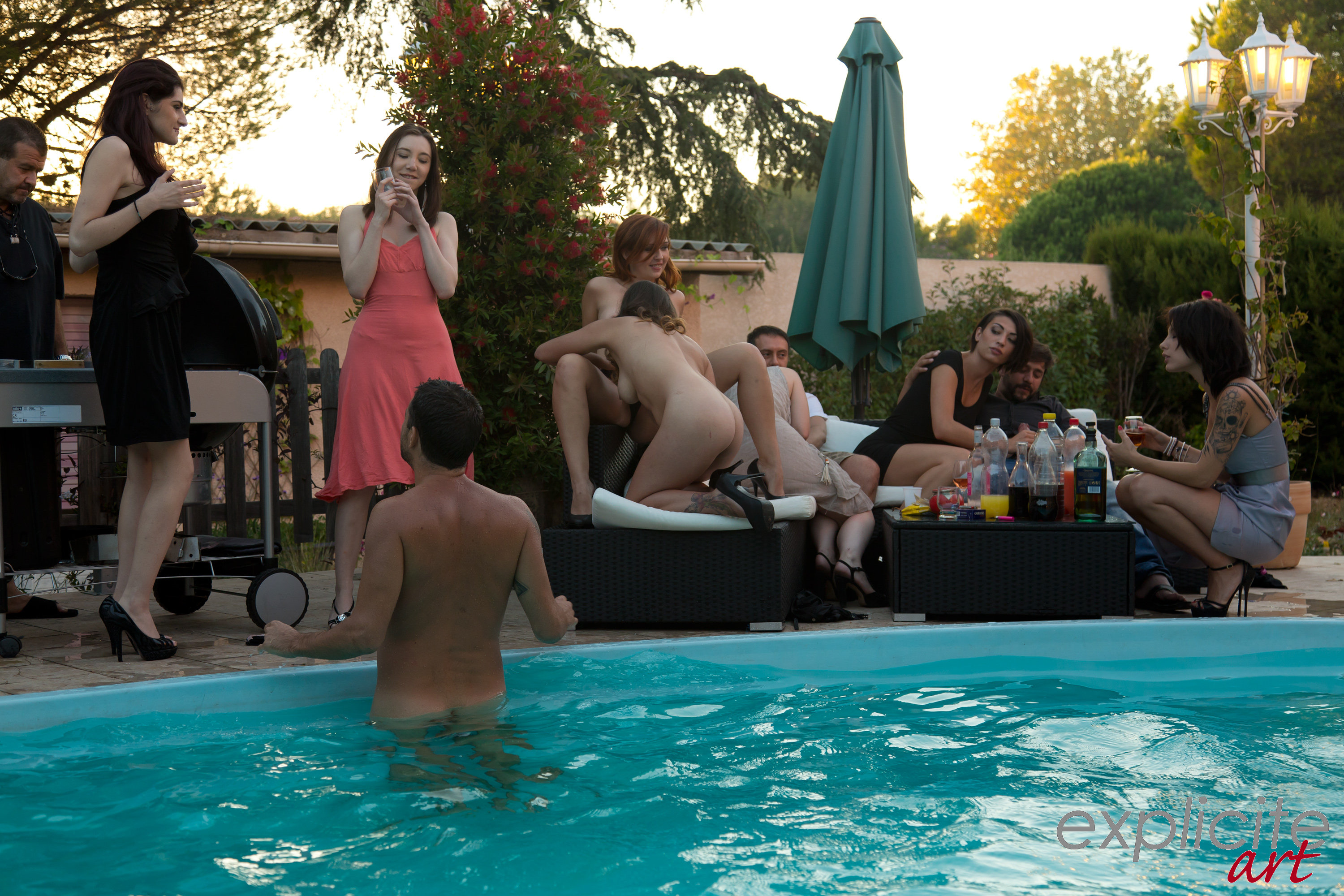
Tournage de Des filles libres (2014).

### Réalisateur

#### Longs-métrages
(Également producteur, sauf mention contraire).
- 1996 : Cyberix (version cinéma)
  - avec Coralie Trinh Thi, Roberto Malone, Bruno Sx, Raffaëla Anderson, David Perry, Marie, Drünna, Philippe Dean…
- 1997 : Sextet
  - avec Fovéa, Coralie Trinh Thi, Roberto Malone, Dolly Golden, Kevin Long…
- 1998 : Concupiscence (sous le pseudonyme de « Paul Forguette »)
  - avec Fovéa, Andrea Teeny, Kevin Long…
- 1998 : 24 heures d'amour
  - avec Mélissa, HPG, Francesco Malcom…
- 1998 : Exhibitions 1999 (également connu sous les titres Exhibition 99, Exhibitions 99 ou Exhibitions X)
  - avec Olivia Del Rio, Karen Lancaume, Élodie Chérie, Coralie Trinh Thi, Zabou, Raffaëla Anderson, Dolly Golden, Chipy Marlow, Fovéa, Magella, HPG, Marc Barrow, Bruno Sx, Kevin Long…
- 1998 : Sex Dreamers
  - avec Fovéa, Andrea Teeny…
- 1999 : Le Principe de plaisir
  - avec Titof, Daniella Rush, Karen Lancaume, HPG, Fovéa, Dru Berrymore, Coralie Trinh Thi, Sebastian Barrio…
- 2000 : XYZ (également connu sous le titre XYZ - Antoine et Marie)
  - avec Titof, Ksandra, Ovidie, Sebastian Barrio, Élodie Chérie, HPG, Ian Scott, Océane, Mathilda, Valérie, Claudia Jamsson…
- 2000 : Elixir
  - avec Olivia Del Rio, Ian Scott, Titof, Loulou, Mathilda, Francesco Malcom, Sebastian Barrio…
- 2001 : French Beauty
  - avec HPG, Mathilda, Greg Centauro, Jennifer Loca, Ally Mac Tyana, Ian Scott, Ksandra, Loulou…
- 2002 : Explicite (également connu sous le titre Explicite live)
  - avec Estelle Desanges, Ally Mac Tyana, Titof, Tiffany Hopkins, Sebastian Barrio, Ovidie, Nomi, Delfynn Delage, HPG, Ian Scott…
- 2002 : Ally
  - avec Ally Mac Tyana, Loulou, Mathilda, Titof, Francesco Malcom, Ian Scott, Delfynn Delage, Nomi, Ovidie…
- 2002 : Xperiment
  - avec Ally Mac Tyana, Ovidie, Delfynn Delage, Tiffany Hopkins, Phil Hollyday, Nomi, HPG, Adrianna Laurenti, Titof, Sebastian Barrio, Francesco Malcom…
- 2002 : Une nuit au bordel (production Marc Dorcel)
  - avec Mélanie Coste, HPG, Tiffany Hopkins, Adrianna Laurenti, Monica Sweetheart, Francesco Malcom, Nomi, Lea De Mae, Ian Scott…
- 2003 : Inkorrekt(e)s
  - avec Titof, Mahé, Sebastian Barrio, Adrianna Laurenti, Cynthia Lavigne, Francesco Malcom…
- 2008 : Ludivine
  - avec Francesco Malcom, Mégane, Phil Hollyday, Cecilia Vega…
- 2009 : Montre-moi du rose
  - avec Titof, Angell Summers, Phil Hollyday, Eliska Cross, Sebastian Barrio, Milka Manson, Lou Charmelle, Michael Cheritto…
- 2010 : Dis-moi que tu m'aimes
  - avec Lou Charmelle, Titof, Phil Hollyday, Graziella Diamond, Charlotte de Castille, Sharon Lee, Jessie Volt, Rico Simmons, Ian Scott…
- 2012 : Mangez-moi !
  - avec Liza Del Sierra, Phil Hollyday, Jasmine Arabia, Titof, Mademoiselle Lilith, Coco Charnelle, Mike Angelo, Tiffany Doll, Katia dé Lys, Christophe Bier…
- 2013 : Gonzo, mode d'emploi
  - avec Nikita Bellucci, Jasmine Arabia, Tiffany Doll, Jessie Volt, Titof, Mike Angelo…
- 2014 : Des filles libres
  - avec Angell Summers, Nikita Bellucci, Carla Cat, Titof, Phil Hollyday, Rico Simmons, Charlotte de Castille, Lily Phoenix…
- 2015 : EquinoXe
  - avec Nikita Bellucci, Francesco Malcom, Titof, Doryann Marguet, Luna Rival, Alice Leroy, Lexie Candy, Angela Kiss, Christophe Bier…
- 2016 : Des filles et du X
  - avec Nikita Bellucci, Angell Summers, Faustine Karel…
- 2017 : Solstix
  - avec Luna Rival, Titof, Julie Valmont, Amel Annoga, Francesco Malcom, Doryann Marguet, Rico Simmons…
- 2017 : Le Salon de massage (production Jacquie et Michel)
  - avec Tiffany Leiddi, Marie Clarence, Luna Rival, Francesca di Caprio, Titof, Rico Simmons…
- 2017 : La Partouze secrète (production Jacquie et Michel)
  - avec Tiffany Leiddi, Lucy Heart, Luna Rival, Doryann Marguet…
- 2018 : Paris Sex affaires (production Private)
  - avec Rachel Adjani, Francesca di Caprio, Cassie Fire, Luna Rival, Angèle Karoll, Doryann Marguet, Rico Simmons…
- 2019 : Les Plaisirs de la chère 
  - avec Sophia Laure, Francesca Di Caprio, Julie Valmont, Doryann Marguet, Phil Hollyday, Rico Simmons…

#### Compilations de vidéos
(Liste non exhaustive.)
- 1998 : Débutantes 1/2: HPG et Francesco s'amusent
  - avec HPG, Francesco Malcom, Andrea Teeny, Loulou, Csila Star…
- 1998 : Débutantes 2/2: HPG et Francesco s'amusent
  - avec HPG, Francesco Malcom, Loulou, Csila Star, Emilie, Livia…
- 2004 : Mélissa insatiable
  - avec Mélissa Lauren, Ian Scott, Sebastian Barrio…
- 2006 : La Vie de château
  - avec Tiffany Hopkins, Adrianna Laurenti, HPG, Phil Hollyday, Sebastian Barrio, Mahé…
- 2006 : John B. Root les rend folles
  - avec Bulle, Jane Darling, Mike Angelo, Sebastian Barrio…
- 2010 : Spécial étudiantes
  - avec Ovidie, Rachel, Faustine Karel…
- 2012 : Les Filles de John B. Root
  - avec Tiffany Doll, Sharon Lee, Jessyca Wilson…
- 2014 : Spécial Nikita Bellucci
  - avec Nikita Bellucci, Coco Charnelle…
- 2014 : L'Initiation de Pearlyne
  - avec Pearlyne, Prisca…
- 2015 : Spécial Jasmine Arabia
  - avec Jasmine Arabia, Angell Summers, Rico Simmons, Michael Cheritto…
- 2015 : Spécial Escortes
  - avec Tiffany Doll, Asian Shan, Kim Serena, Daphnée Lecerf, Titof…
- 2016 : Ca baise au Cap d'Agde
  - avec Titof, Mélody Ghost, Alyzée…
- 2016 : Spécial Judy Minx
  - avec Judy Minx, Titof…
- 2016 : Photographe de sexe
  - avec Jessyca Wilson, Léna Luminescente, Pénélope Tiger, Sharon Lee, Kenza Sucke, Dolce Elektra, Titof, Rico Simmons…
- 2016 : Photographe de sexe no 2
  - avec Aurora Viper, Yoko, Kenza Sucke, Dolce Elektra, Eliska Cross, Ian Scott…
- 2016 : L'Ambitieuse et l'ingénue
  - avec Luna Rival, Angela Kiss…
- 2017 : Spécial Stars du X
  - avec Liza Del Sierra, Lou Charmelle, Angell Summers, Yasmine, Manuel Ferrara…
- 2017 : Marie Clarence mangeuse d'hommes
  - avec Marie-Clarence Marlo, Titof, Rico Simmons…
- 2017 : Spécial premières fois
  - avec Luna Rival, Molly Saint Rose, Laure Vallentin, Rico Simmons…
- 2017 : Alice et Rachel
  - avec Alice Leroy, Rachel Adjani, Titof, Rico Simmons…
- 2017 : Fira et Luna les deux teens
  - avec Luna Rival, Fira Ventura, Doryann Marguet…
- 2017 : Filles faciles
  - avec Liza Del Sierra, Sharon Lee, Yoko, Eliska Cross…
- 2017 : Elles en veulent toujours plus !
  - avec Mylena Johnson, Perle Carter, Nesty, Titof…
- 2017 : Elles en veulent toujours plus ! no 2
  - avec Molly Saint Rose, Sophia Laure, Vince Carter…
- 2018 : Sextraordinaire ! 100% actrices françaises
  - avec Électre, Tiffany Doll, Nikita Bellucci, Paloma, Alyzée, Mademoiselle Lilith…
- 2018 : Photographe de sexe no 2
  - avec Aurora Viper, Yoko, Pénélope Tiger, Milky Cooper, Eliska Cross, Léa Fast, Kenza Sucke, Dolce Elektra…
- 2018 : Sodo pour la proprio !
  - avec Rachel Adjani, Lorenzo Viota, Rico Simmons…

### Producteur uniquement
- 2001 : Destroy Sex, de Patrick David
- 2001 : Orgasmus, de Loulou
- 2002 : Orgasmus 2, de Loulou
- 2003 : Ti'Touch - Passage à l'acte, de Titof
- 2008 : Ti'Touch 2, de Titof

## Cédéroms interactifs
- 1994 : Penthouse Virtual escort
- 1995 : Vidéophone love Line no 1
- 1995 : Zara Whites Double Xperience
- 1996 : Cybérix
- 1996 : Virtual presence no 1
- 1996 : Virtual presence no 2
- 1996 : Virtual presence no 3
- 1996 : Sextet
- 1997 : Les Filles de John B. Root
- 1997 : No limit
- 1997 : Hungarian Girls
- 1997 : Laure Sainclair le CD-ROM : une love-story spatiale  (pour Marc Dorcel)
- 1998 : Fovéa !!! (cette fille est folle)
- 1998 : Exhibitions
- 1998 : XXX Réalisateur

## Littérature

### Sous le nom de John B. Root
- Porno blues : La belle et édifiante histoire d'un réalisateur de films X, Éditions La Musardine, 1999  (ISBN 978-2842710330)
- Le Pornographe et le gourou, Éditions Blanche, 2015  (ISBN 978-2846285186)

### Sous le nom de Jean Guilloré
Ouvrages pour la jeunesse
- Le Voyage de Nicolas, Flammarion, coll. « Castor Poche », 1985 (réed. 1999)  (ISBN 978-2081618497)
- Ghostbusters : L'Étoile et la couronne, illustrations d'Anne Leduc-Dardill, éditions GP, 1987
- Ghostbusters : Les Fantômes et le magicien, illustrations d'Anne Leduc-Dardill, éditions GP, 1987
- Ghostbusters : Au centre de la terre, illustrations d'Anne Leduc-Dardill, éditions GP, 1987
- Ghostbusters : Belfry a disparu, illustrations d'Anne Leduc-Dardill, éditions GP, 1987
- La Nuit des saboteurs, Je bouquine no 56, Bayard 1988
- Tom et les dauphins, Je bouquine no 66, Bayard 1989
- Les Fugitifs, illustrations d'Arno, Bayard, coll. « Je bouquine », 1991  (ISBN 978-2227723023) (première publication : Je bouquine no 47, 1988)
- Peur bleue en mer rouge, Rageot, 1991  (ISBN 978-2700211276)
- Les Yeux d'Antoine, Je bouquine no 112, Bayard, 1993
- Le Fétiche de jade, Rageot, 1993  (ISBN 978-2700200195)
- Perdue sur Mayabora, J'aime lire no 210, Bayard, 1994
- Mon copain bizarre, illustrations de Serge Bloch, Bayard Jeunesse, 1995 (rééd. 2003)  (ISBN 978-2227722965) (première publication : J'aime lire no 180, 1992)
- À la recherche de Frankie, illustrations de Jean-Pierre Gibrat, Bayard, coll. « Je bouquine », 1995  (ISBN 978-2227723351)  (première publication : Je bouquine no 65, 1989)

Roman
- H3O, Éditions Albin Michel, 1993  (ISBN 978-2226069153)

## Musique
- 2011 : Dans l'album Elixir & French Beauty (Bandes Originales Des Films) MP3, de Noël Akchoté, chez le label Rectangle
  - Paroles du titre L'Ally-T'As[51]
- 2013 : Dans le triple album CD Bande Originale, chez le label Rectangle
  - Paroles des titres (1, 3, 4, 27, 34)[52]
- 2013 : Réalisation pour le groupe Aufgang du clip de Kyrie, tiré de l'album Istiklaliya[53]

## Témoignages dans des documentaires
- En 2003 : La Petite Morte produit par Emmanuelle Schick Garcia (en). Avec notamment Raffaëla Anderson
- En 2008 : La Sexualité en 2050 sur France Culture, produit par Olivier Chaumelle et réalisé par Jean-Philippe Navarre. Avec notamment Catherine Dufour, Emmanuel Pierrat et Peggy Sastre.

## Acteurs et actrices ayant tourné pour John B. Root
(Galerie non exhaustive.)

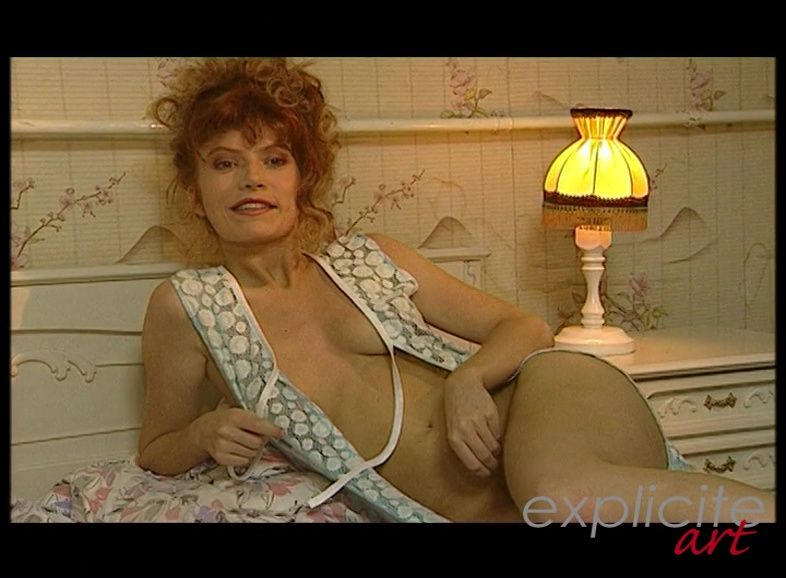
Fovéa dans une scène de Fovéa !!! (cette fille est folle).
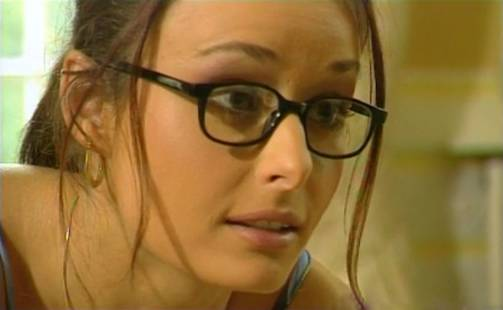
Daniella Rush dans une scène du film Le Principe de plaisir.
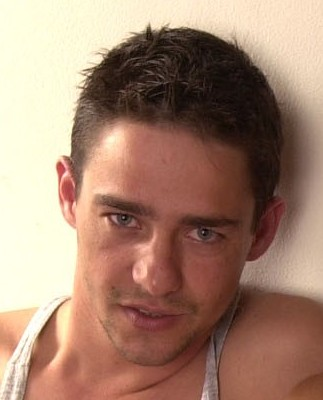
Titof.
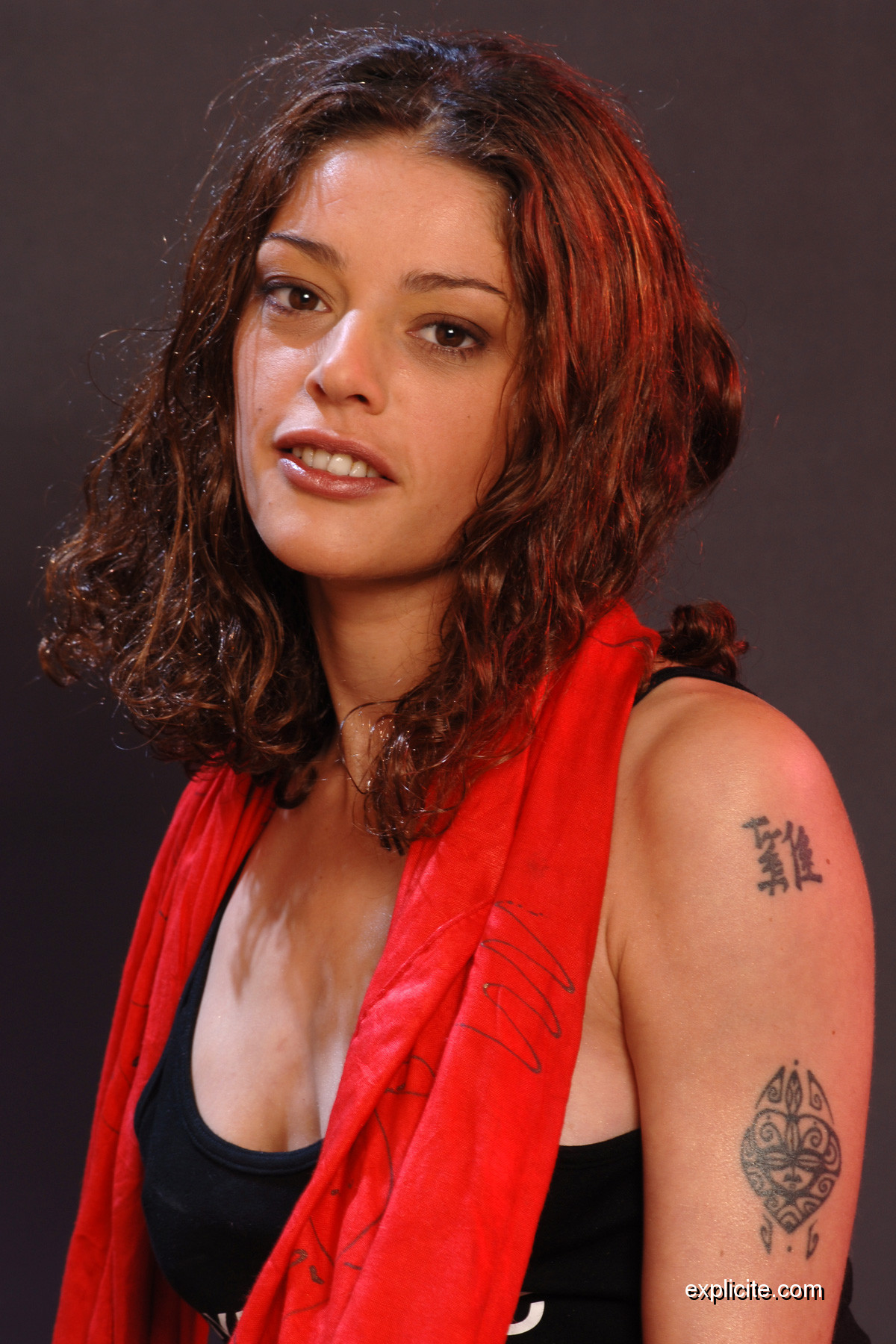
Mathilda.
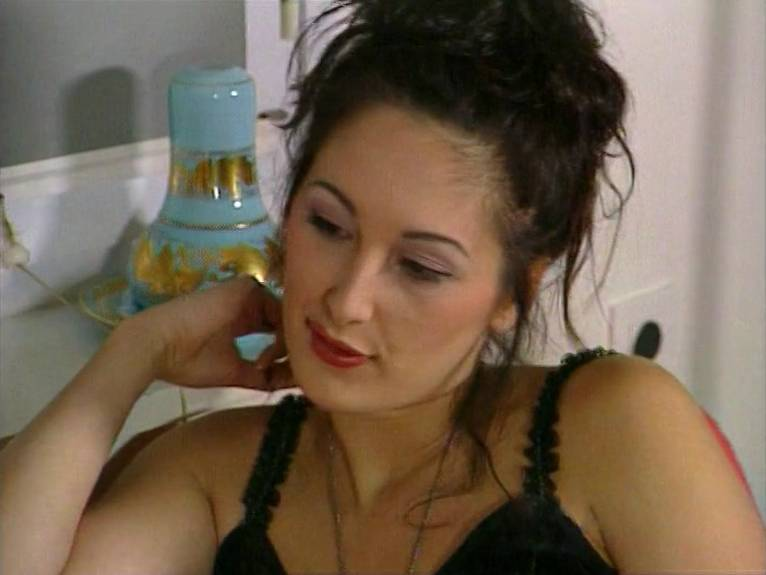
Coralie Trinh Thi dans une scène de Sextet.
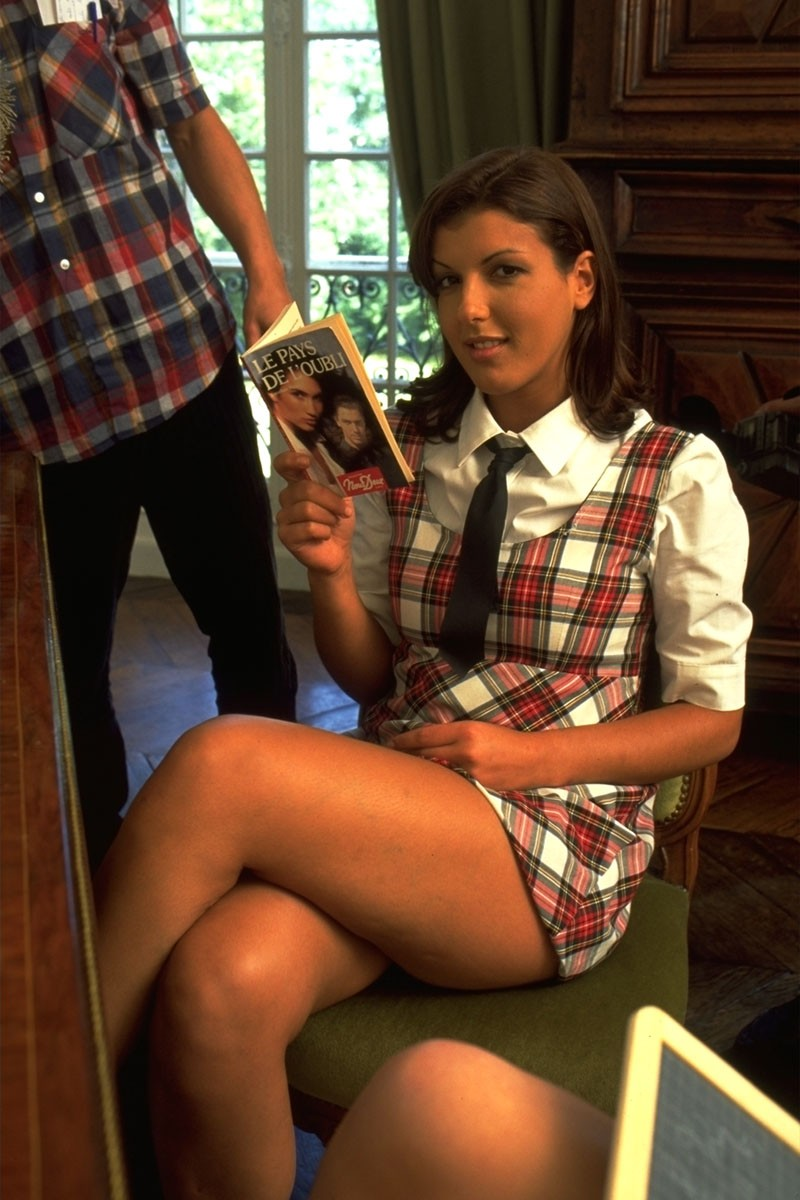
Karen Lancaume.
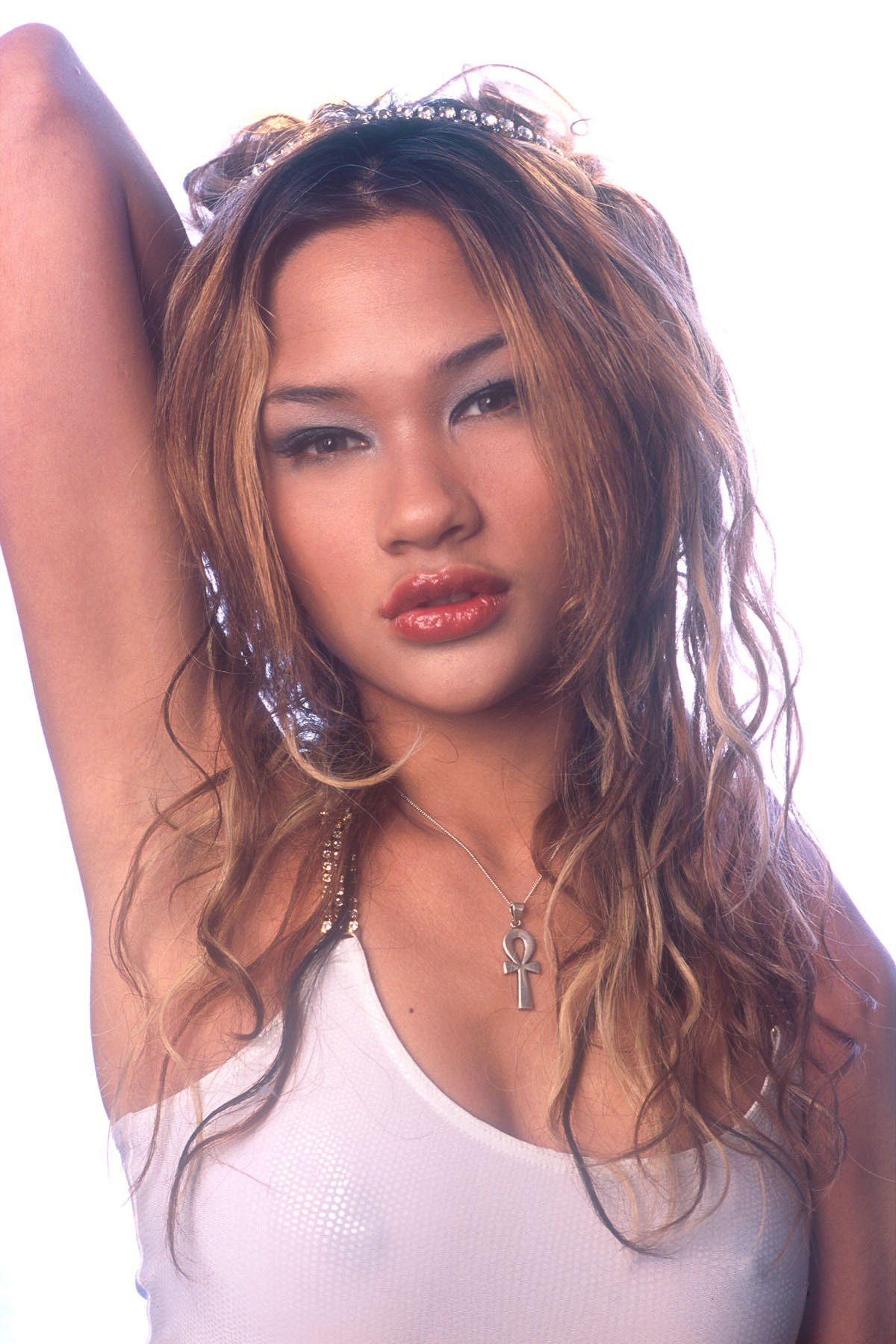
Ally Mac Tyana.
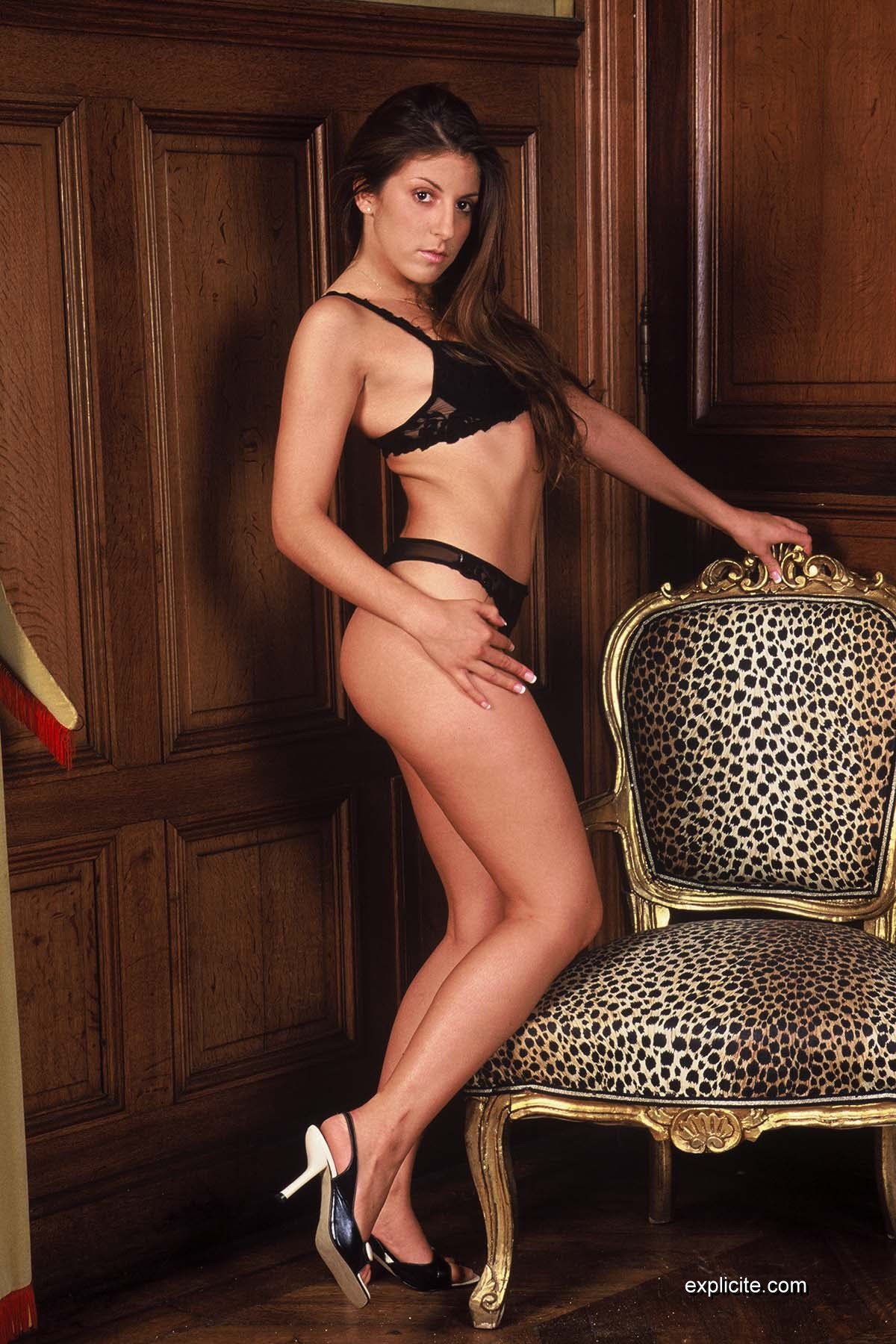
Adrianna Laurenti.
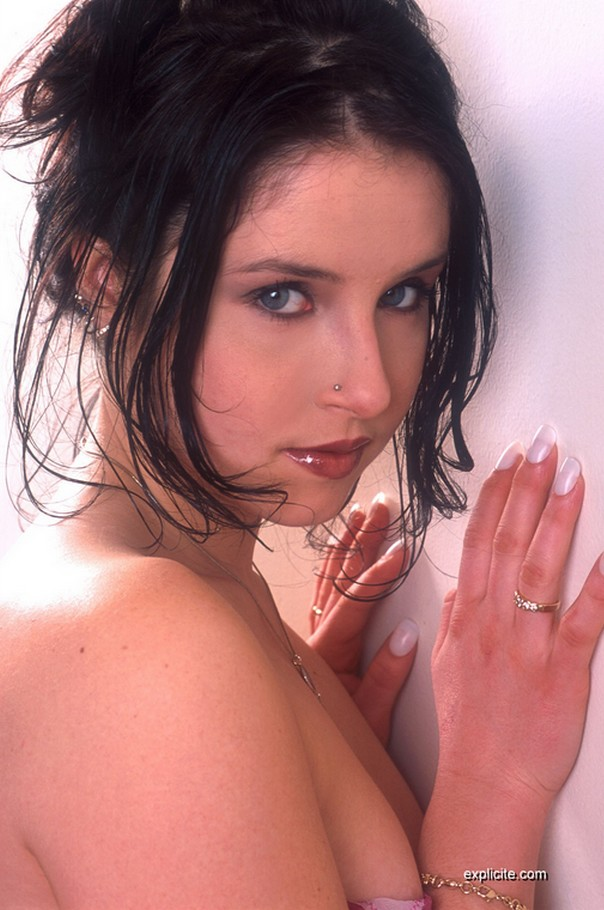
Tiffany Hopkins.
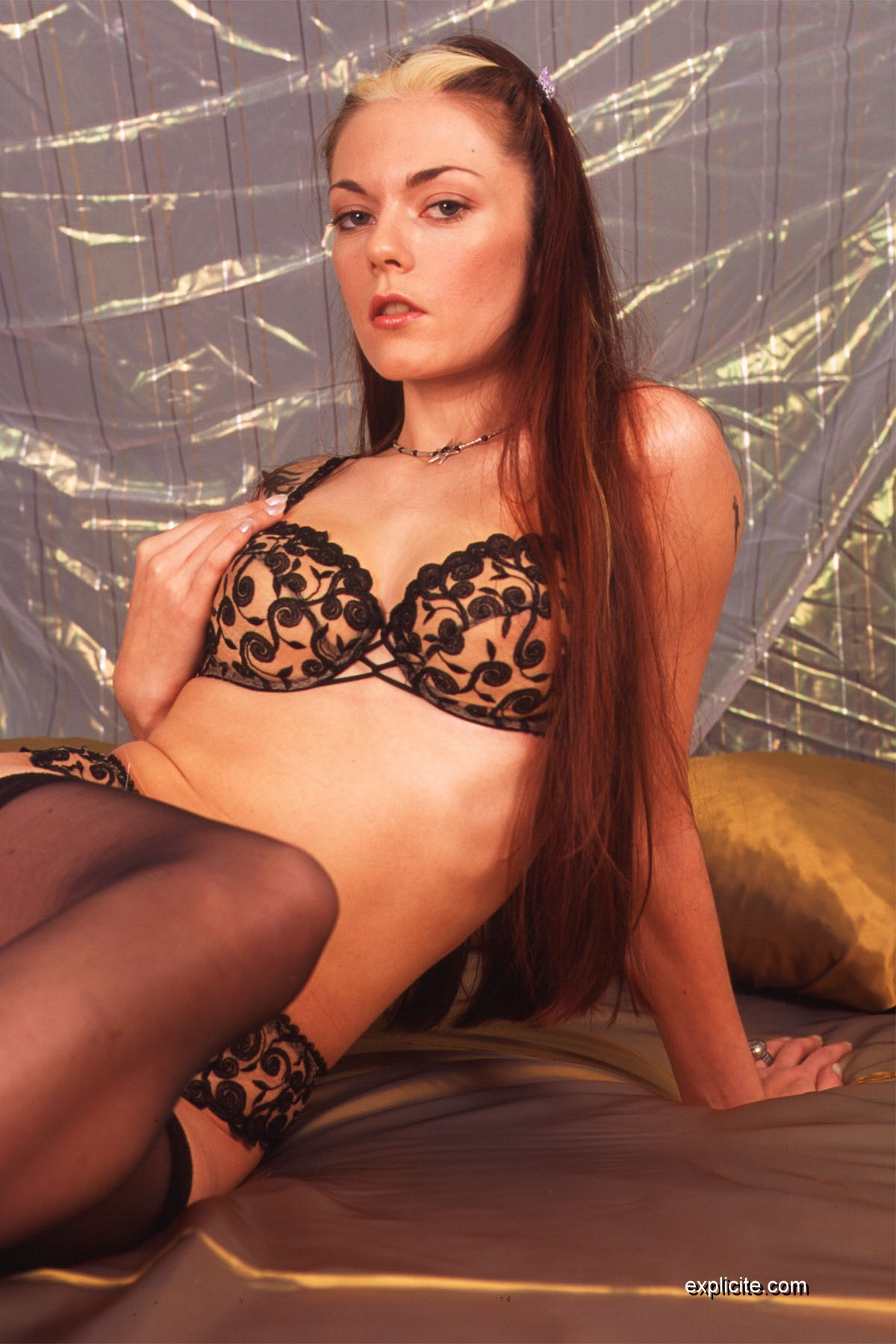
Angela Tiger.
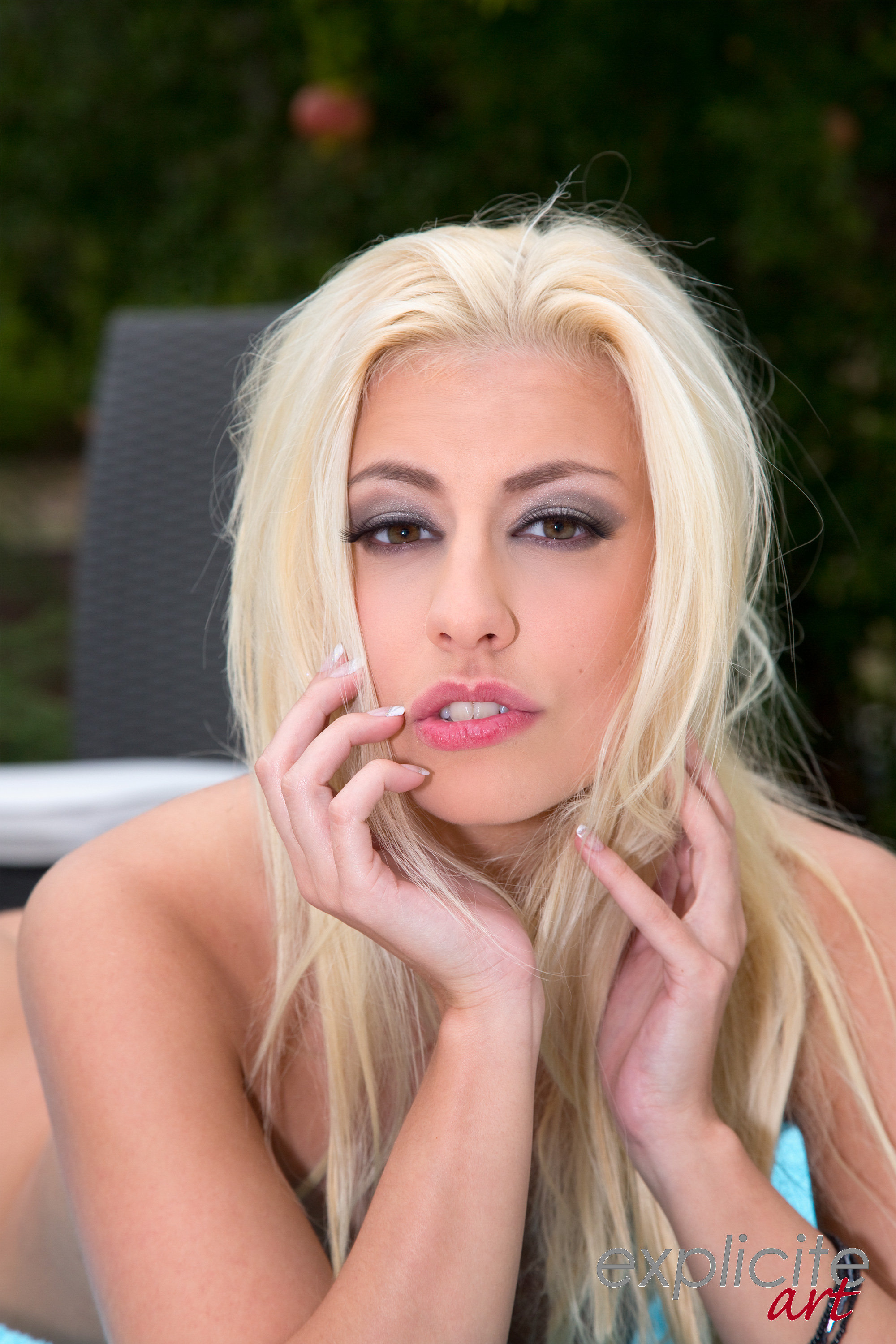
Jessie Volt.
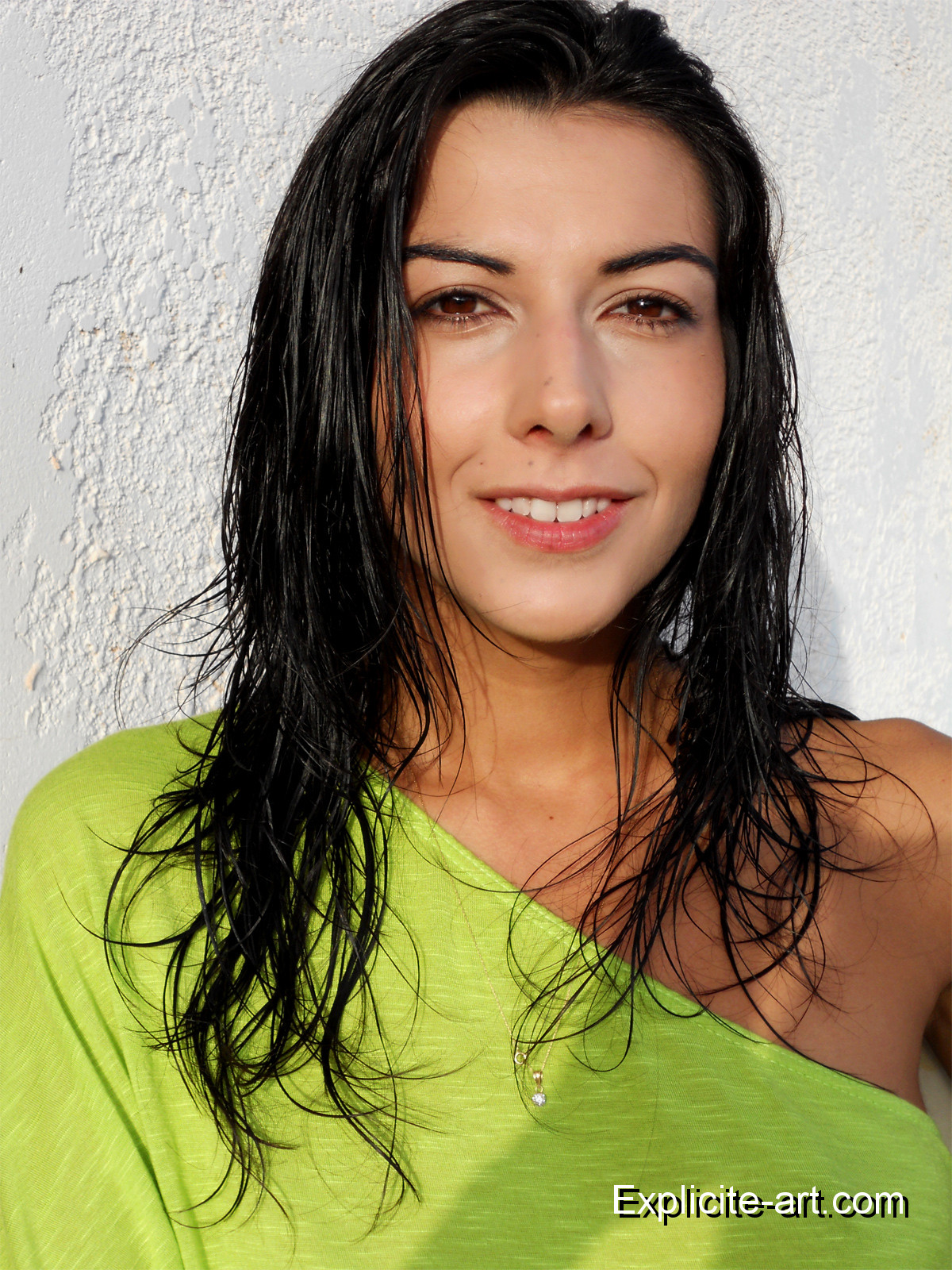
Lou Charmelle.
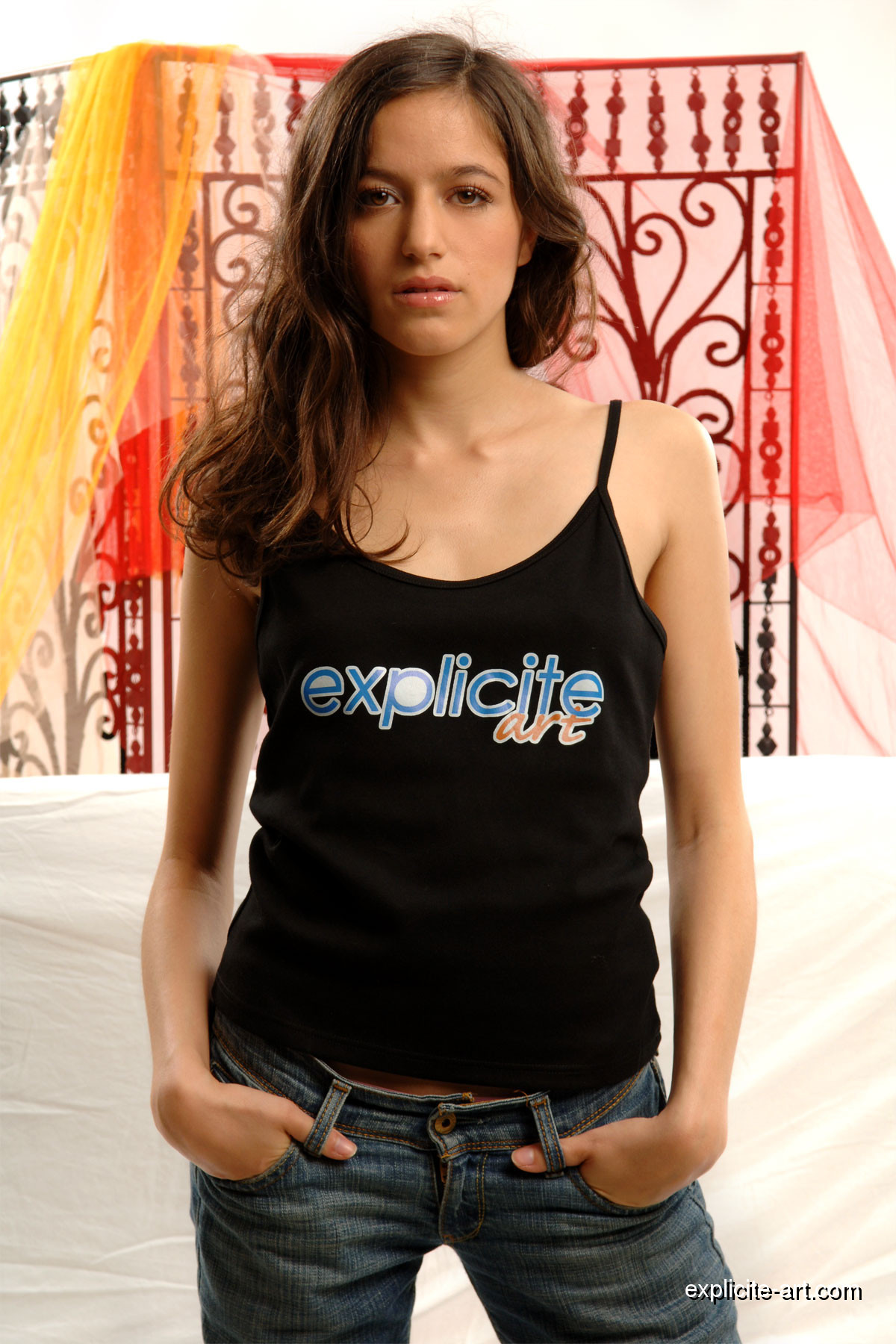
Judy Minx.
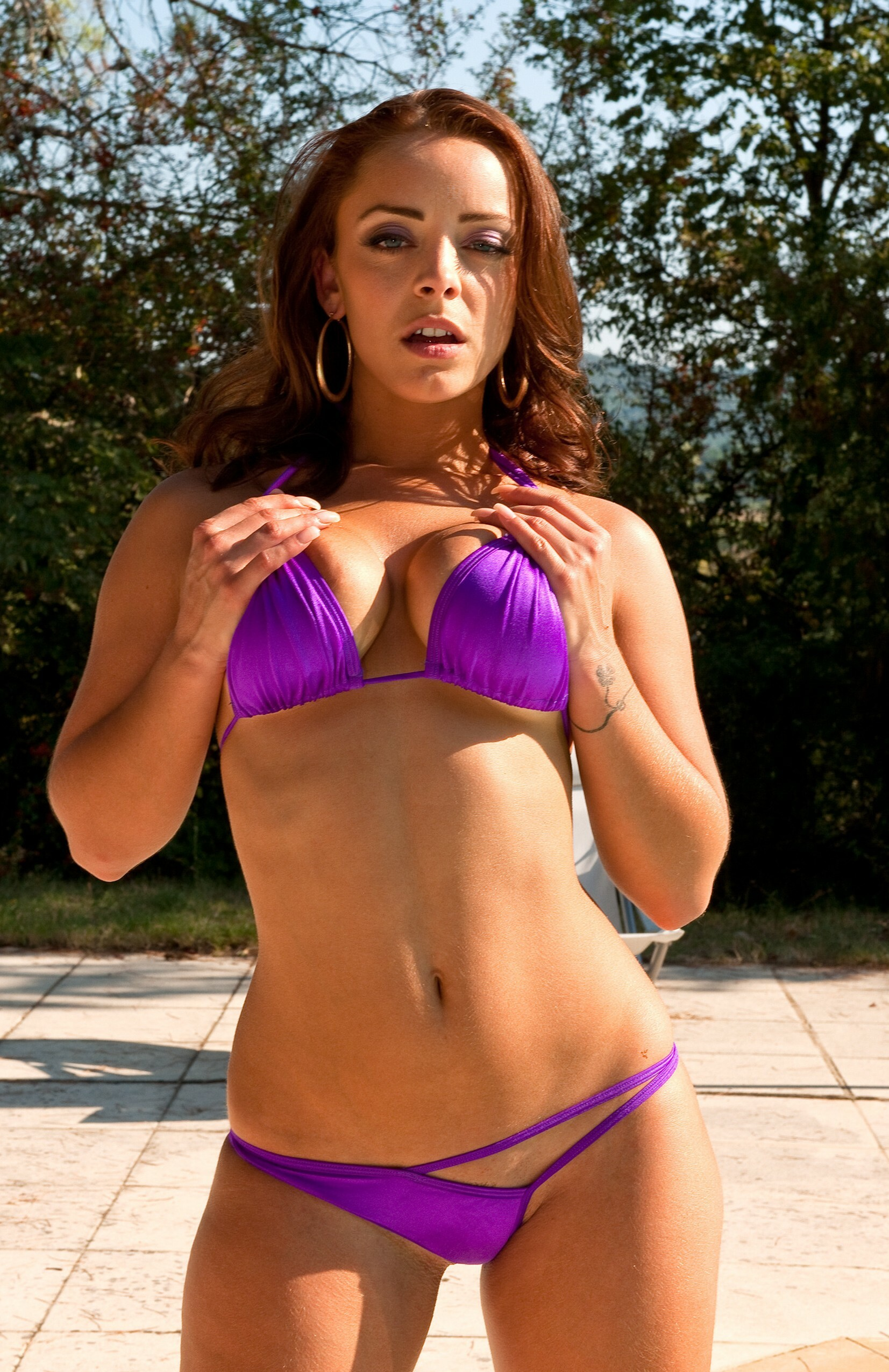
Liza Del Sierra.
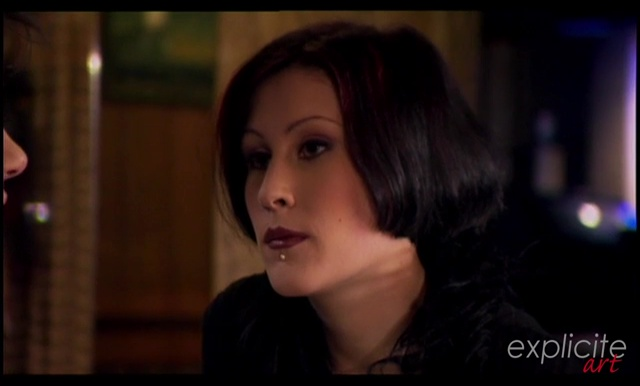
Ovidie dans une scène de XYZ.
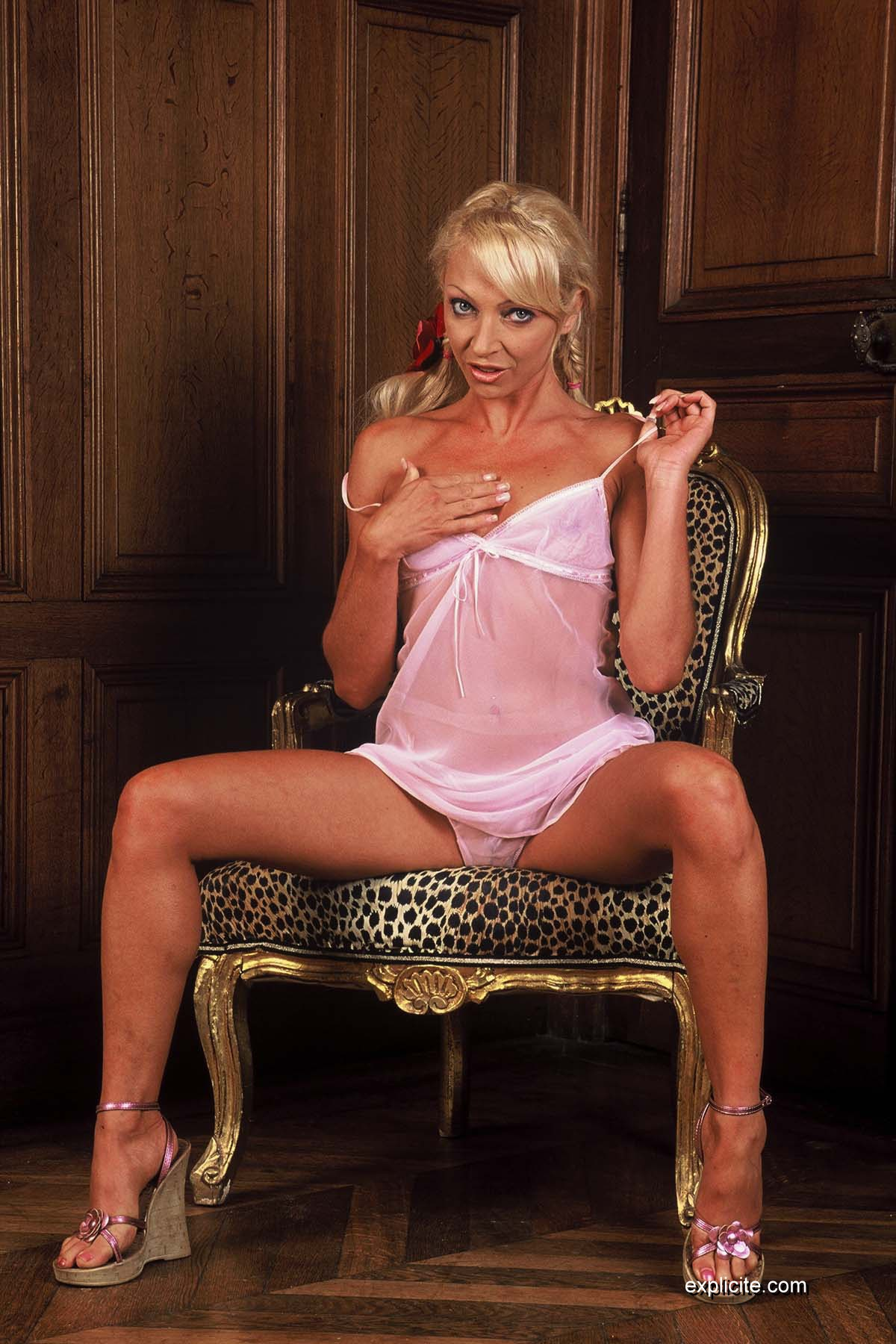
Nomi.
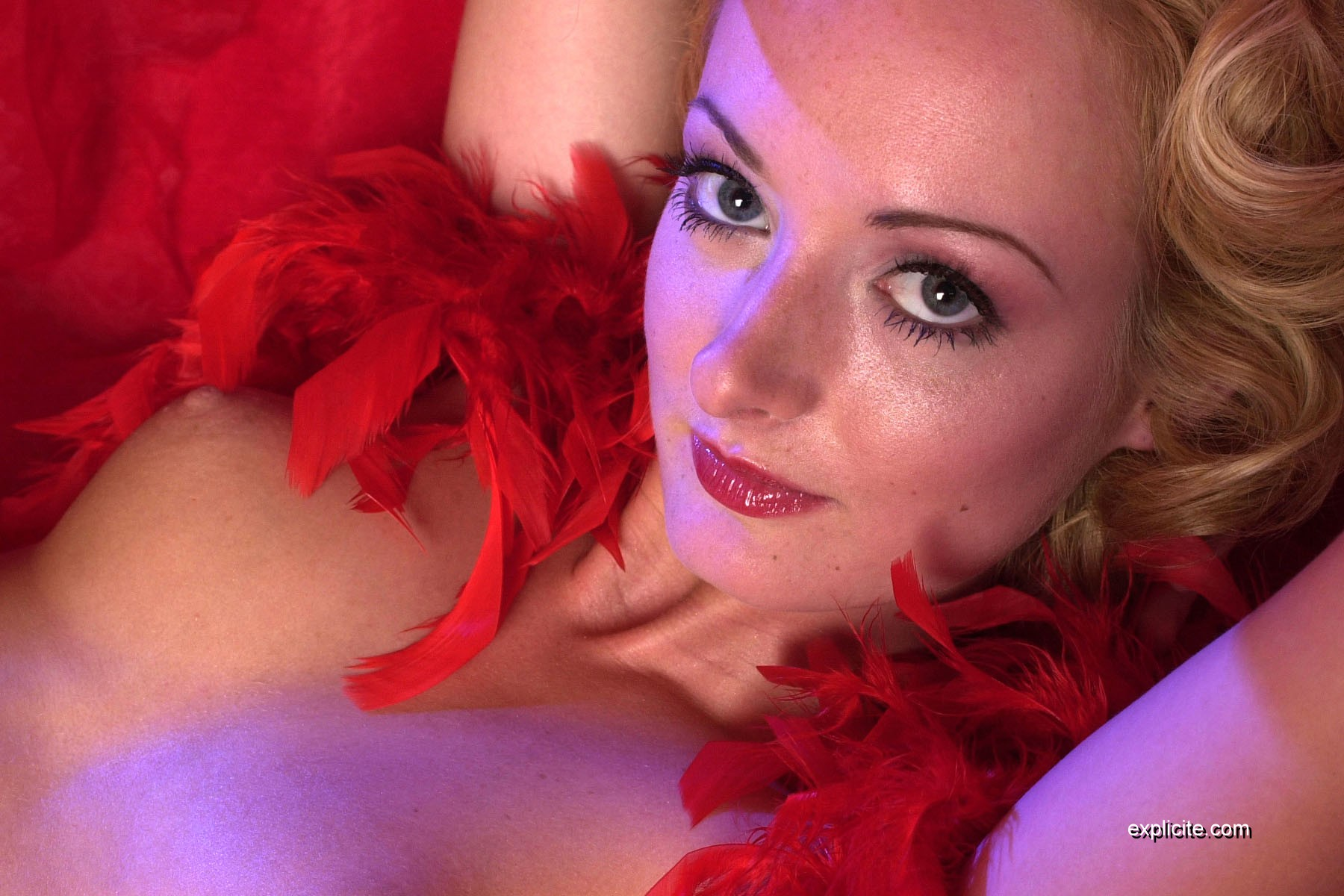
Mélissa Lauren.
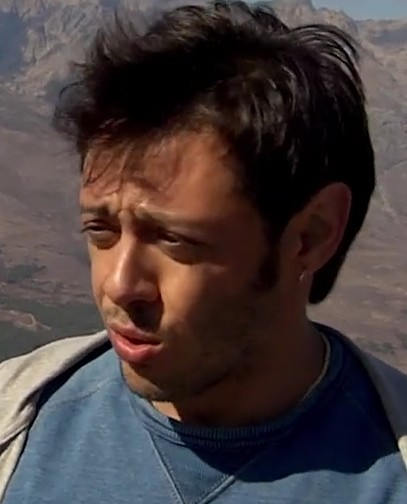
Francesco Malcom dans une scène de Ludivine.
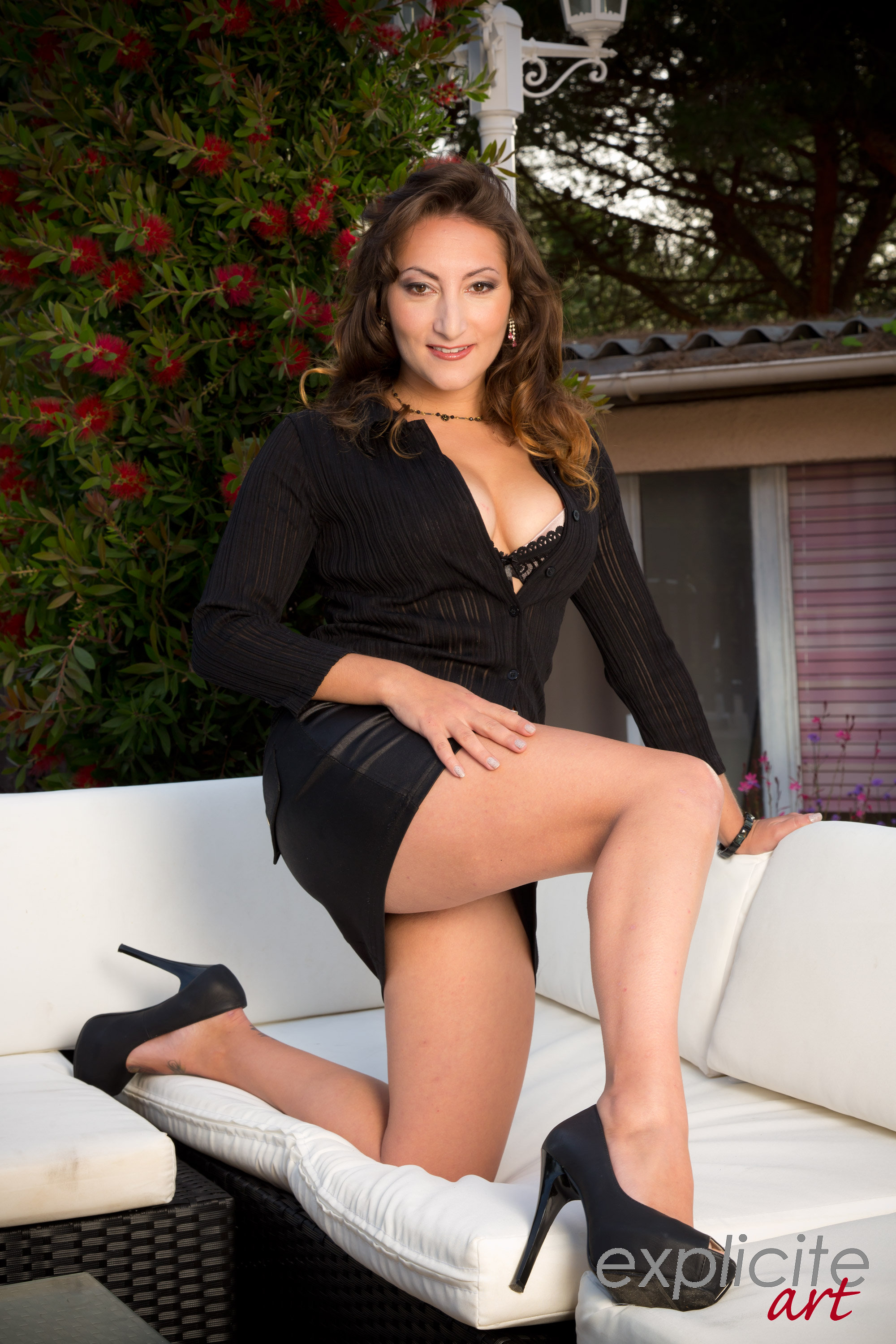
Charlotte de Castille.
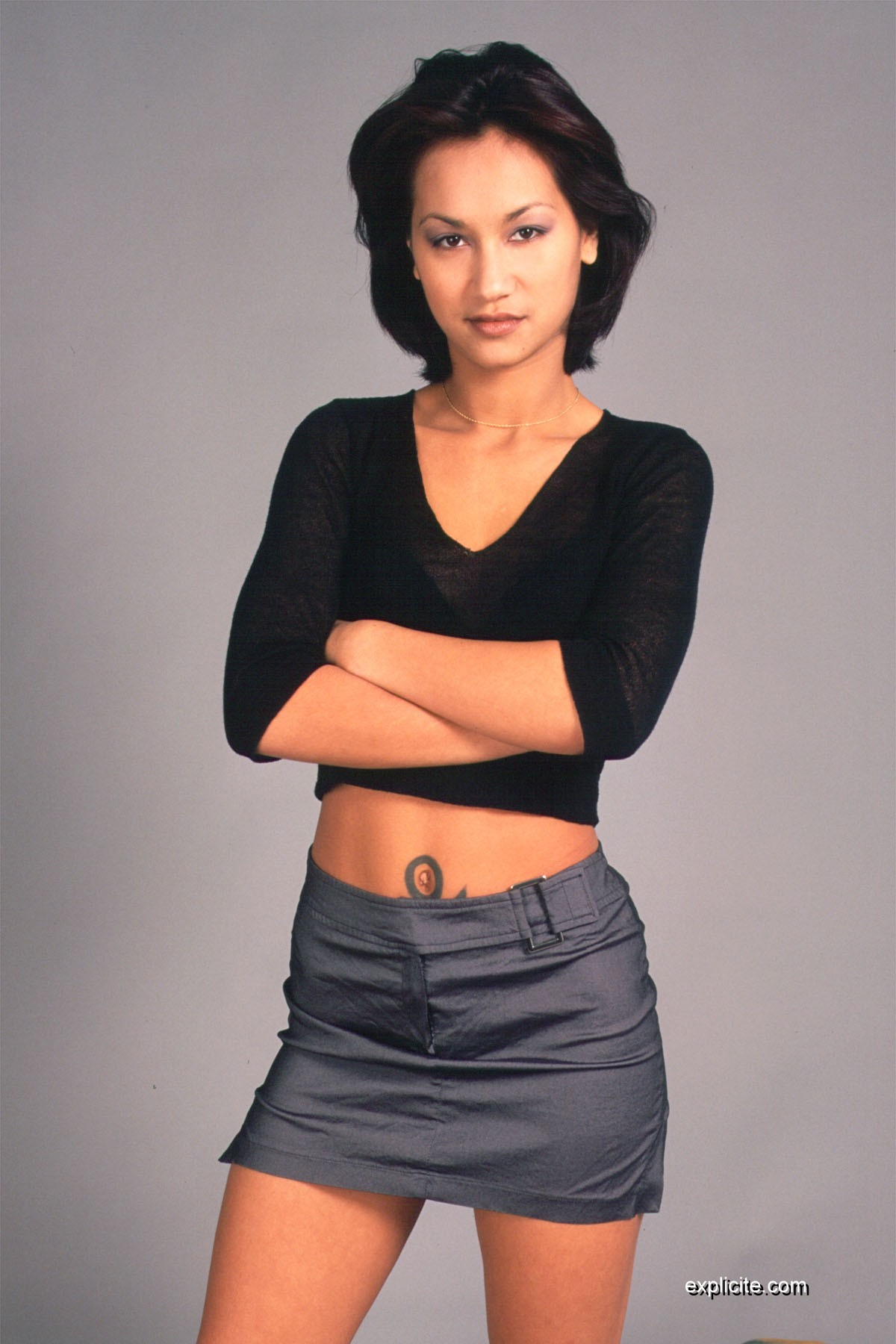
Ksandra.
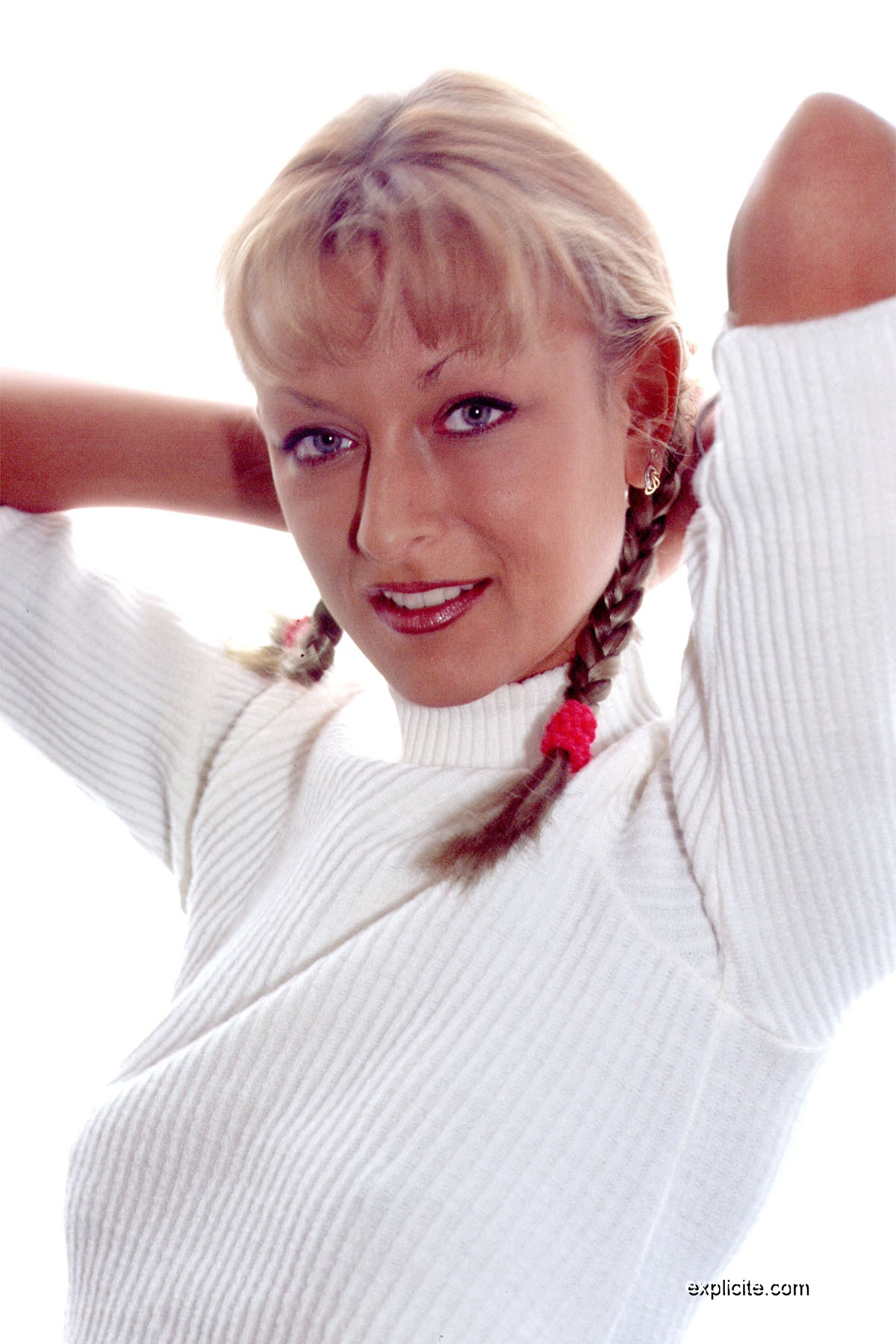
Delfynn Delage.
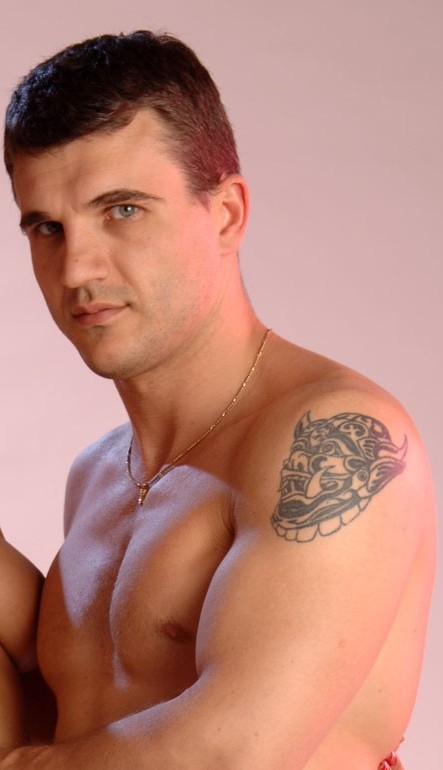
Sebastian Barrio.
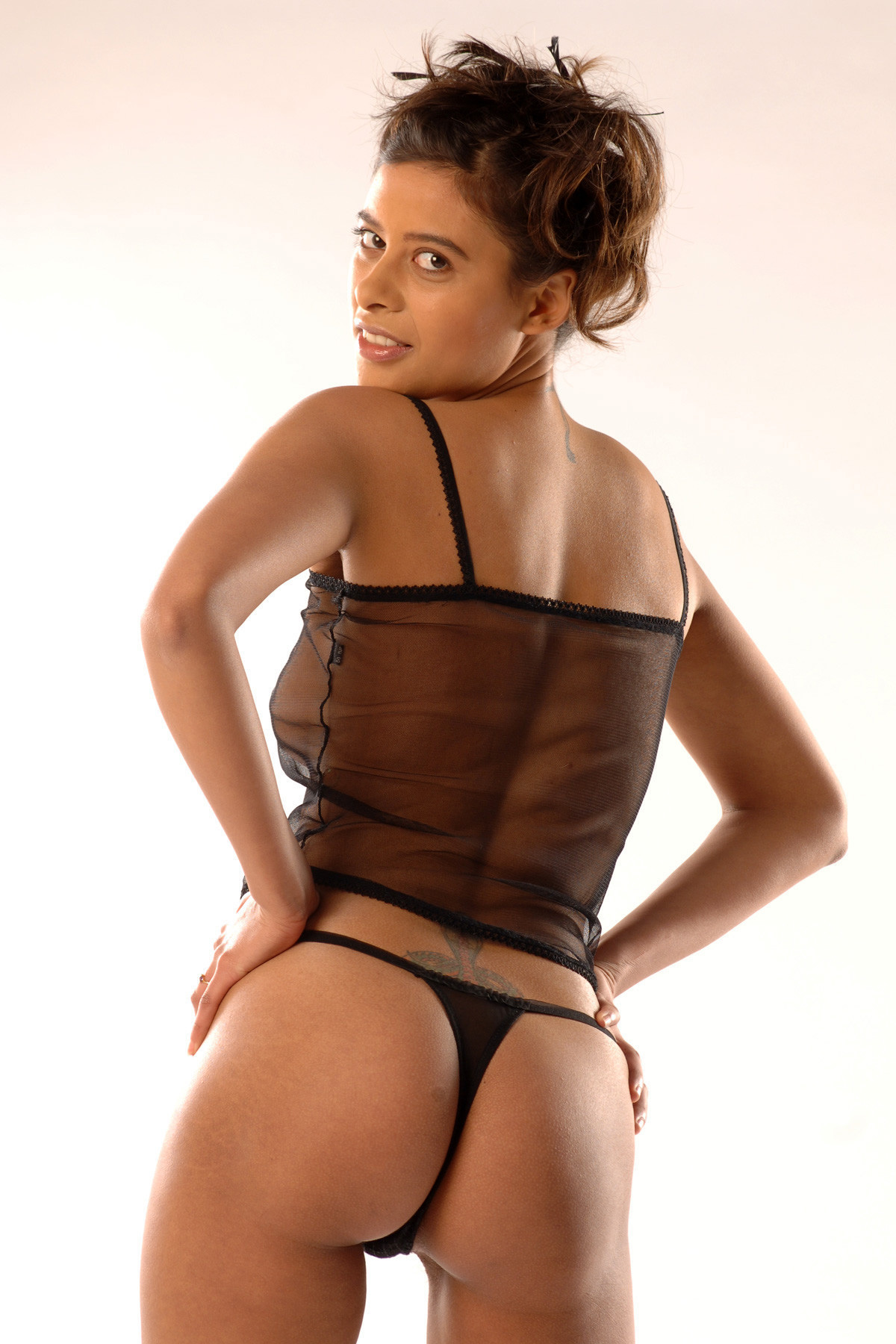
Mahé.
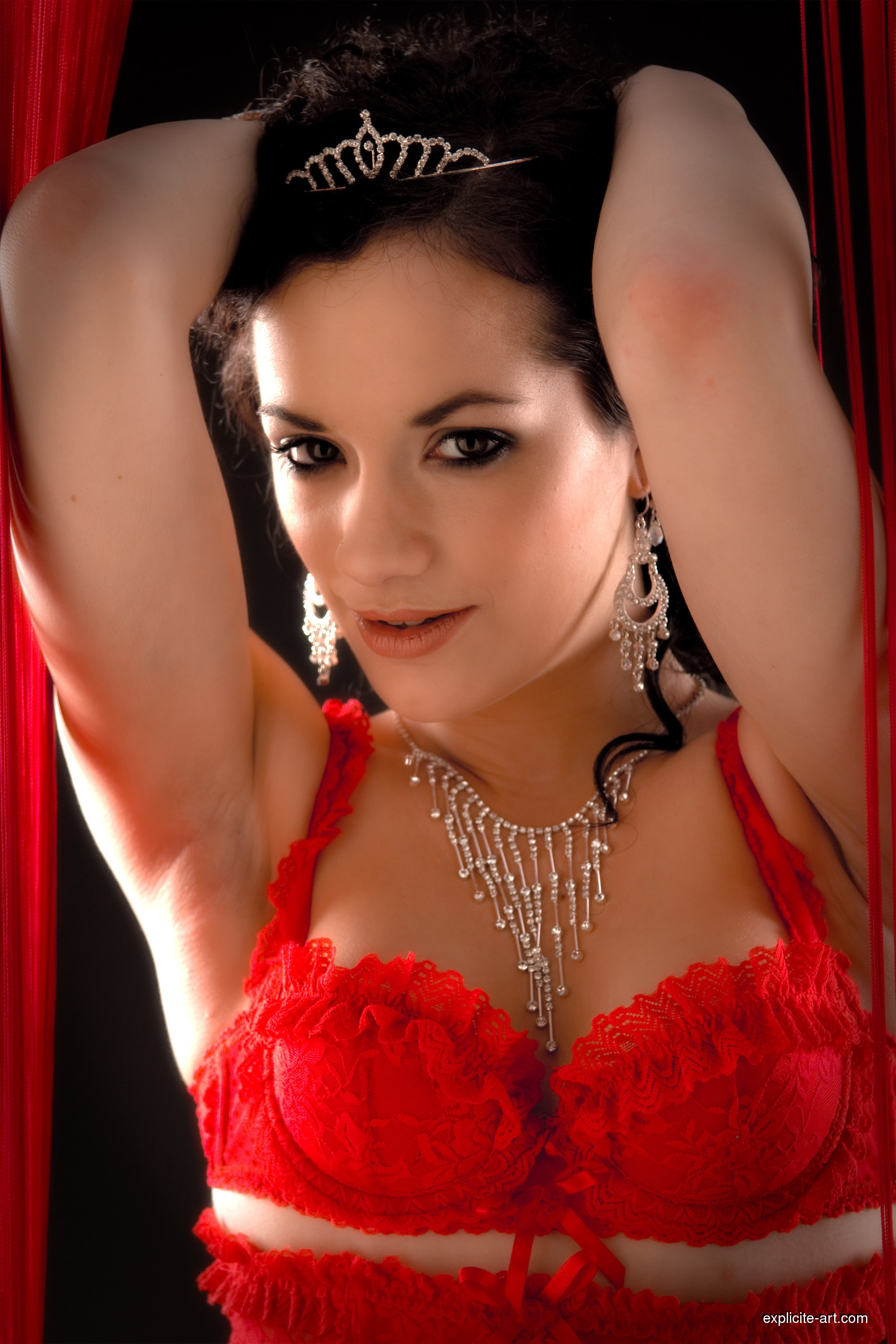
Pénélope Tiger.
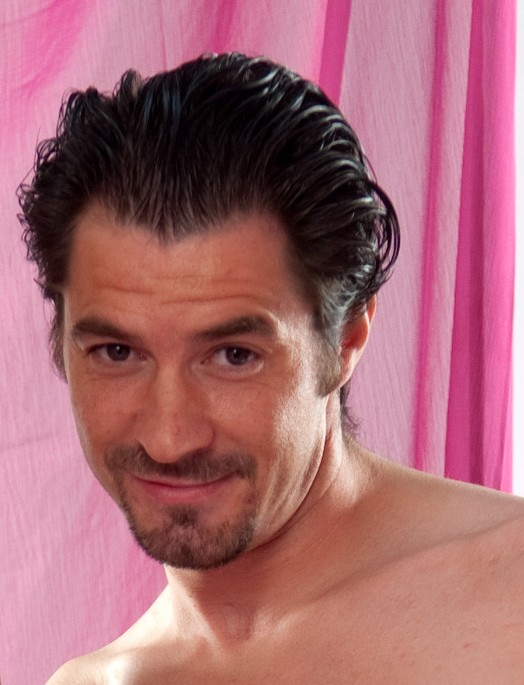
Michael Cheritto.
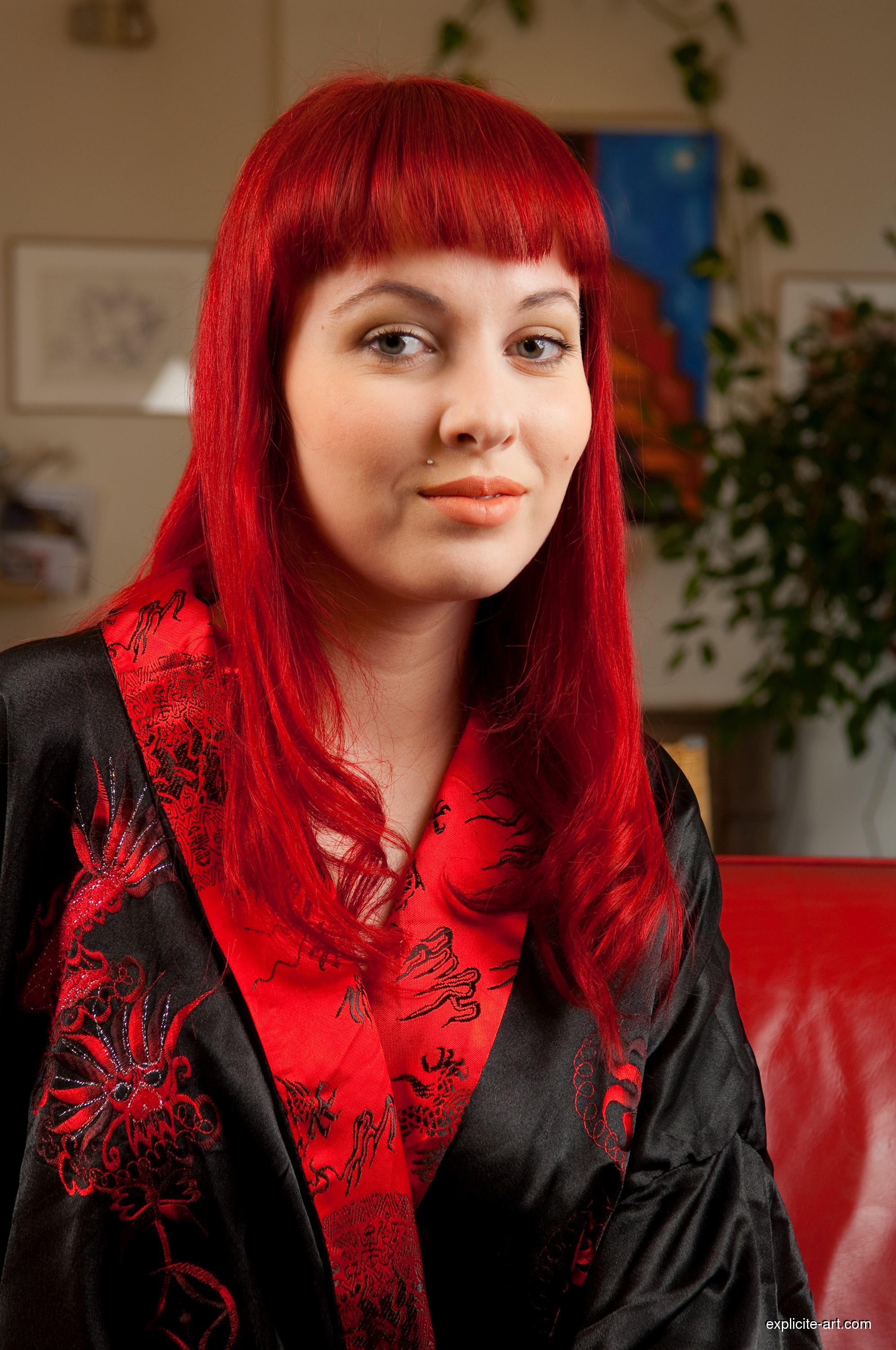
Graziella Diamond.
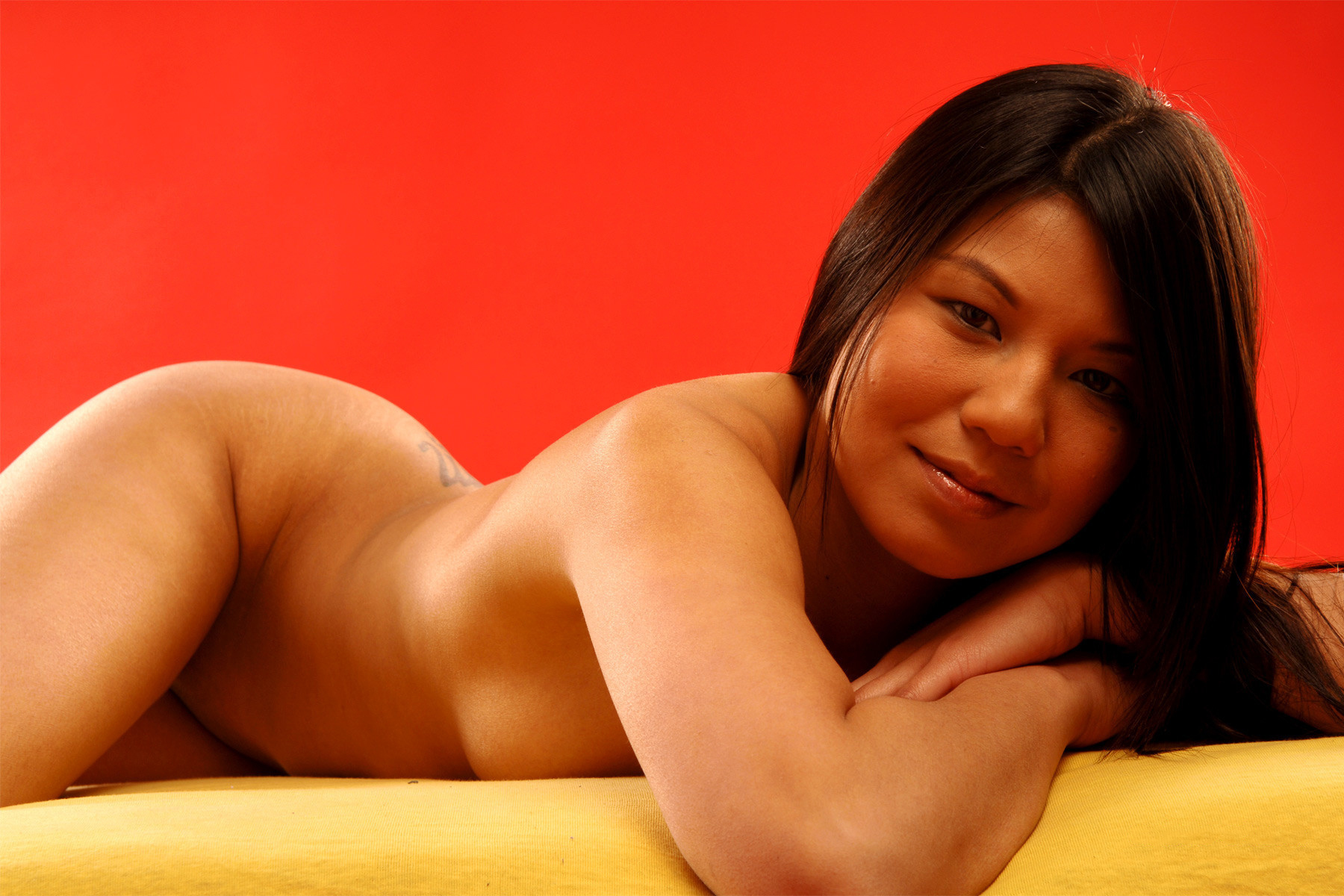
Asian Shan.
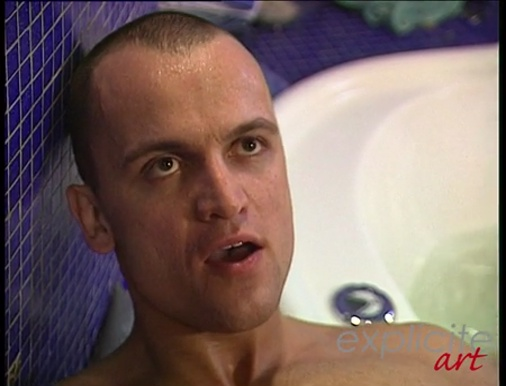
HPG dans une scène d'Exhibitions 1999.
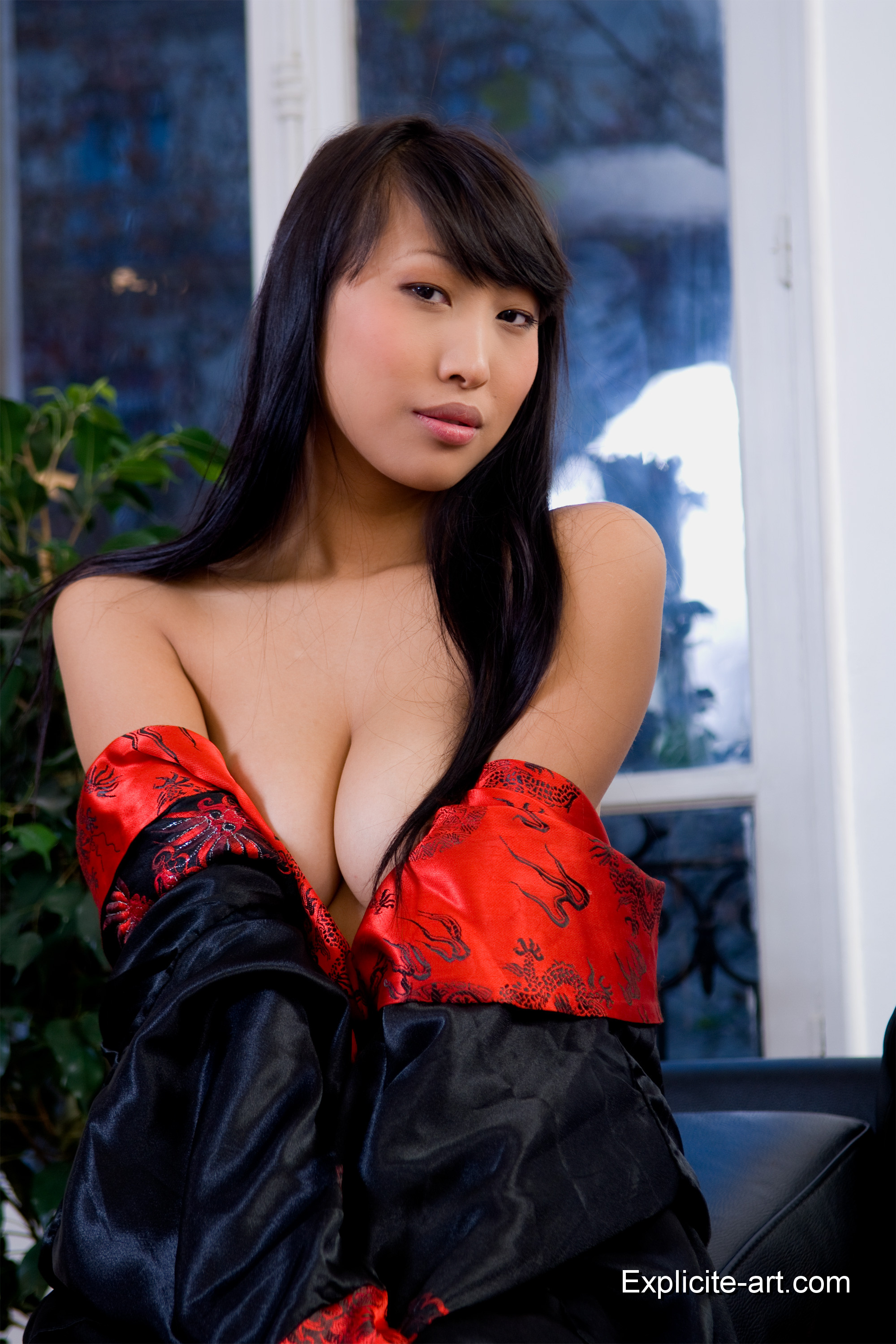
Sharon Lee.
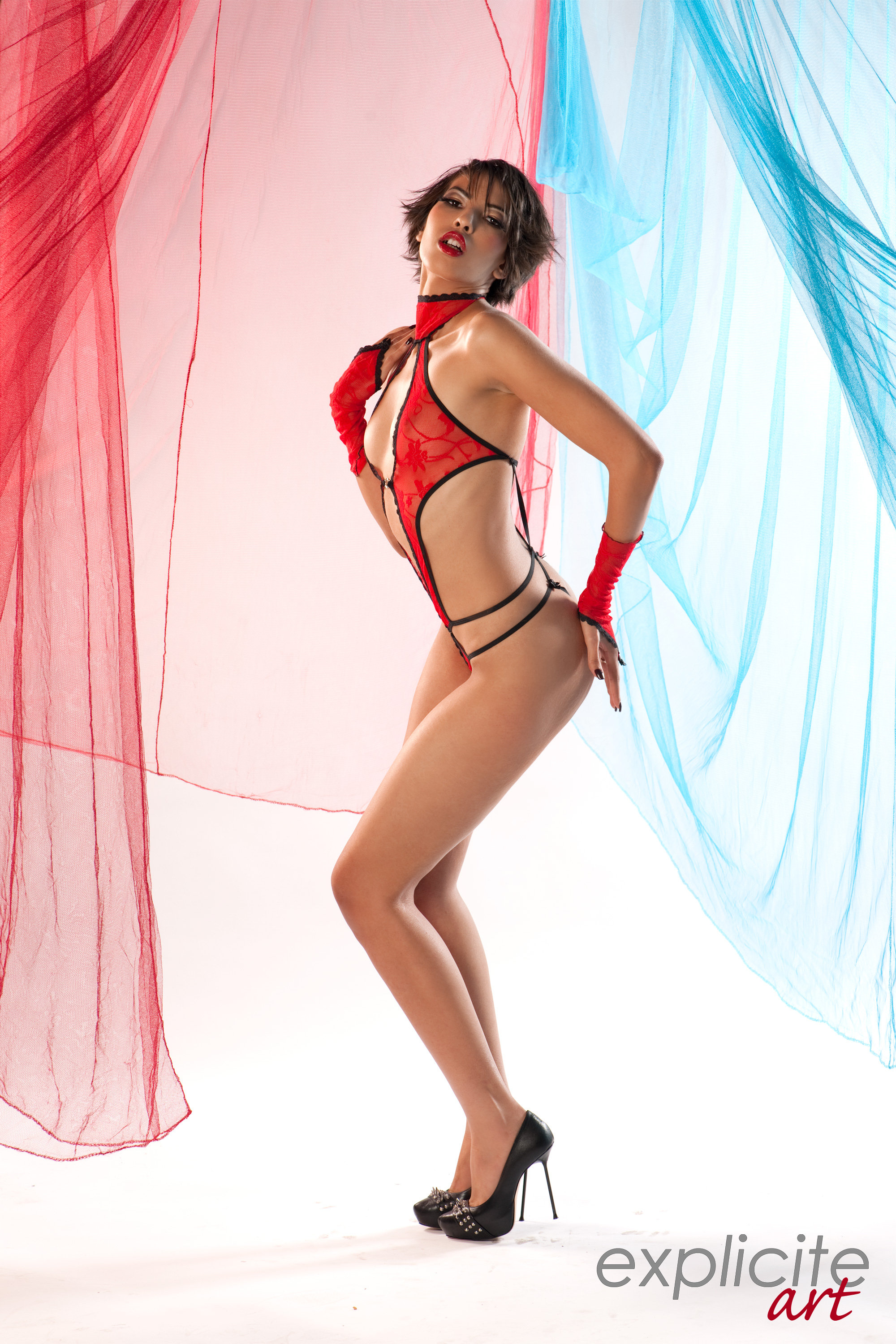
Jasmine Arabia.
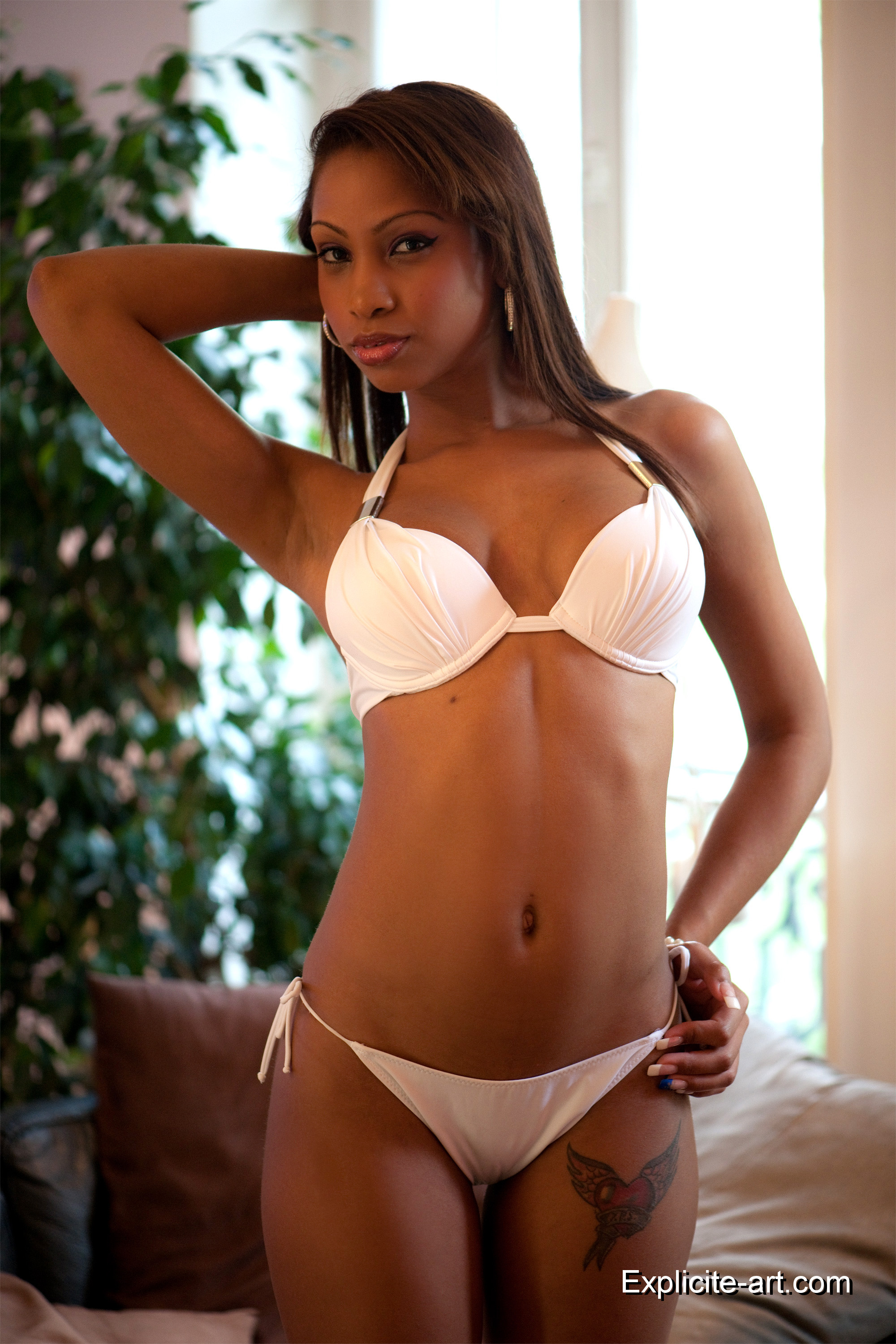
Katia dé Lys.
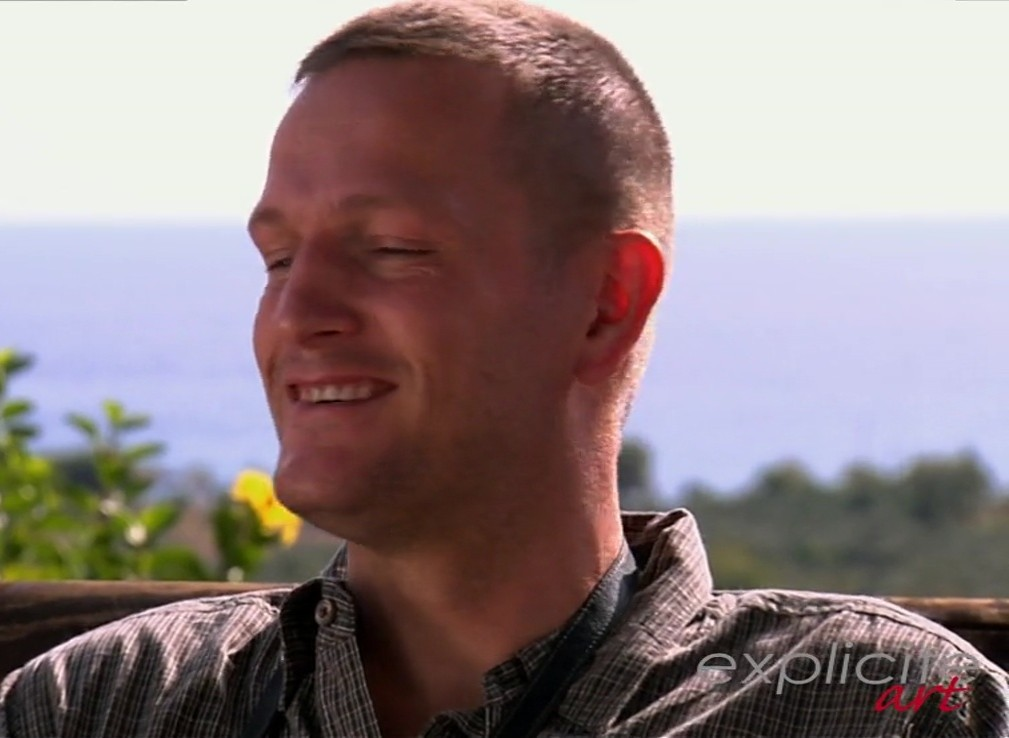
Ian Scott dans une scène de Dis-moi que tu m'aimes.
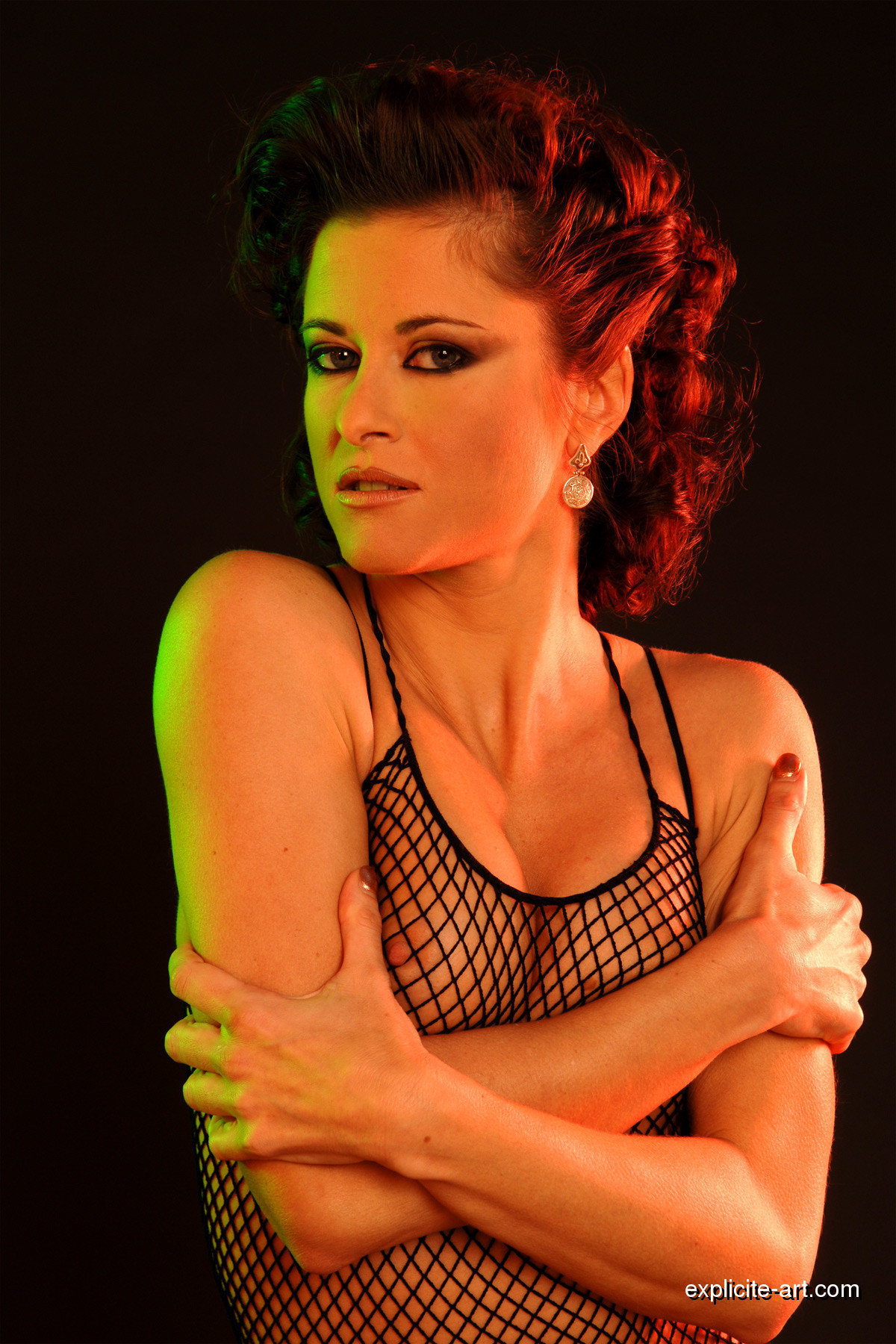
Cecilia Vega
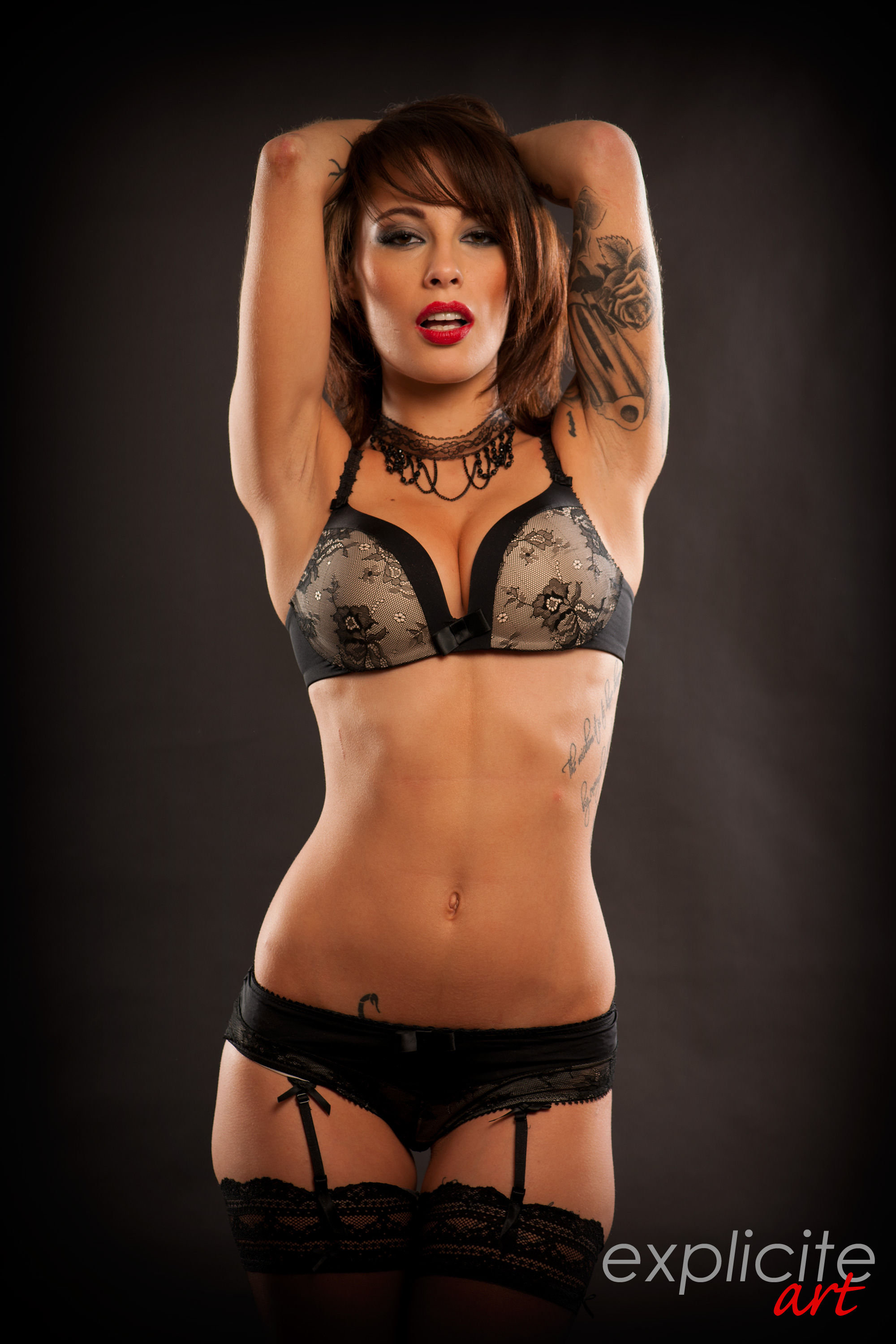
Nikita Bellucci.
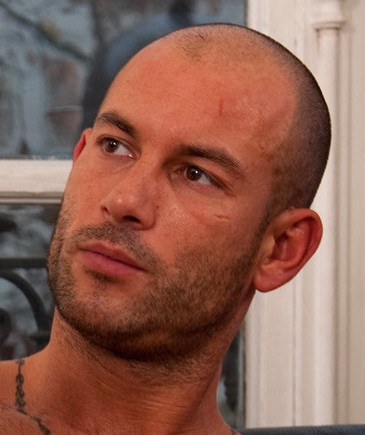
Mike Angelo.
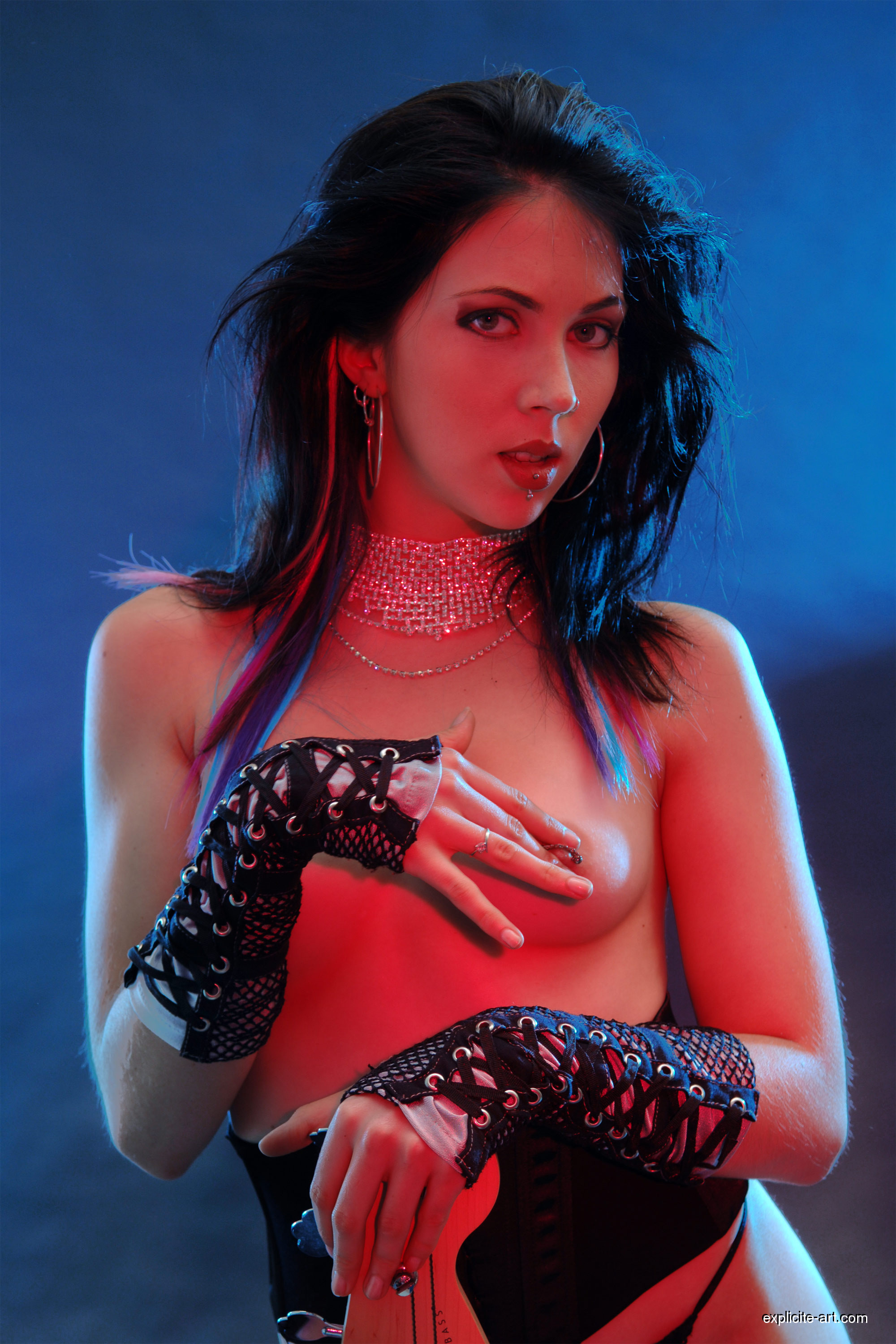
Milka Manson.
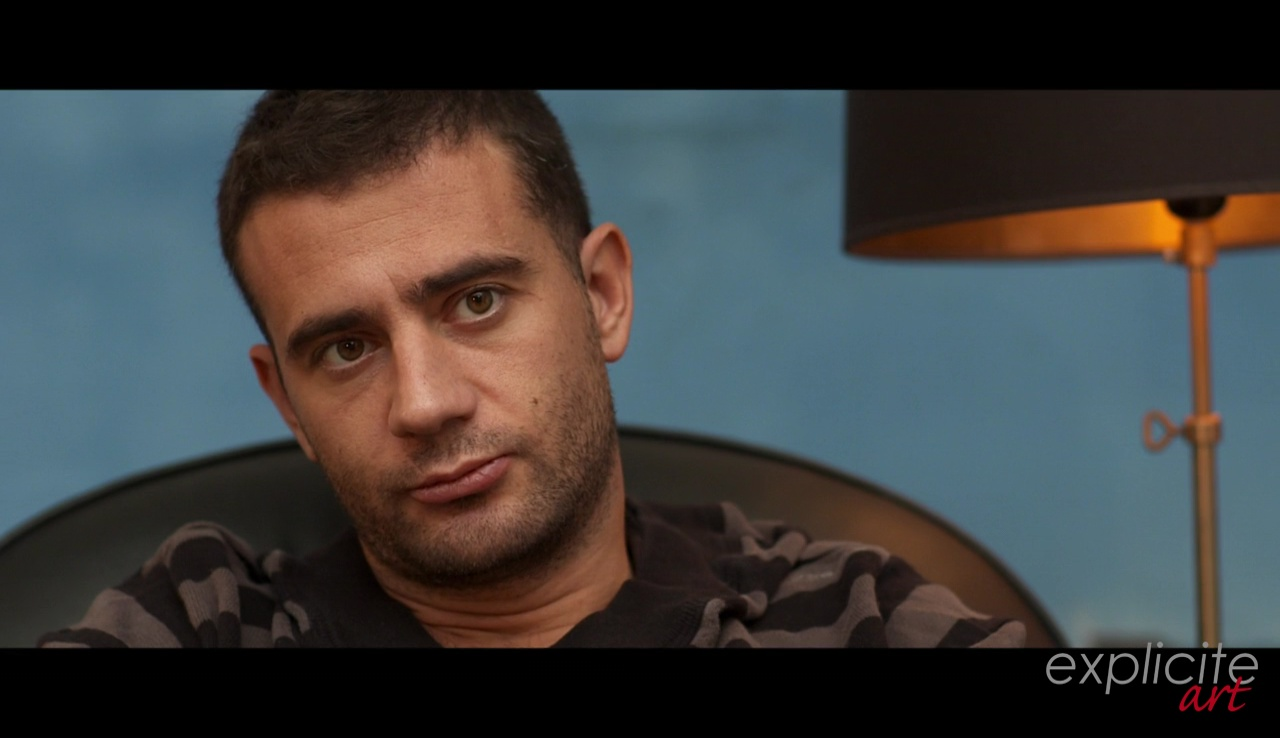
Phil Hollyday dans une scène de Mangez-moi !.
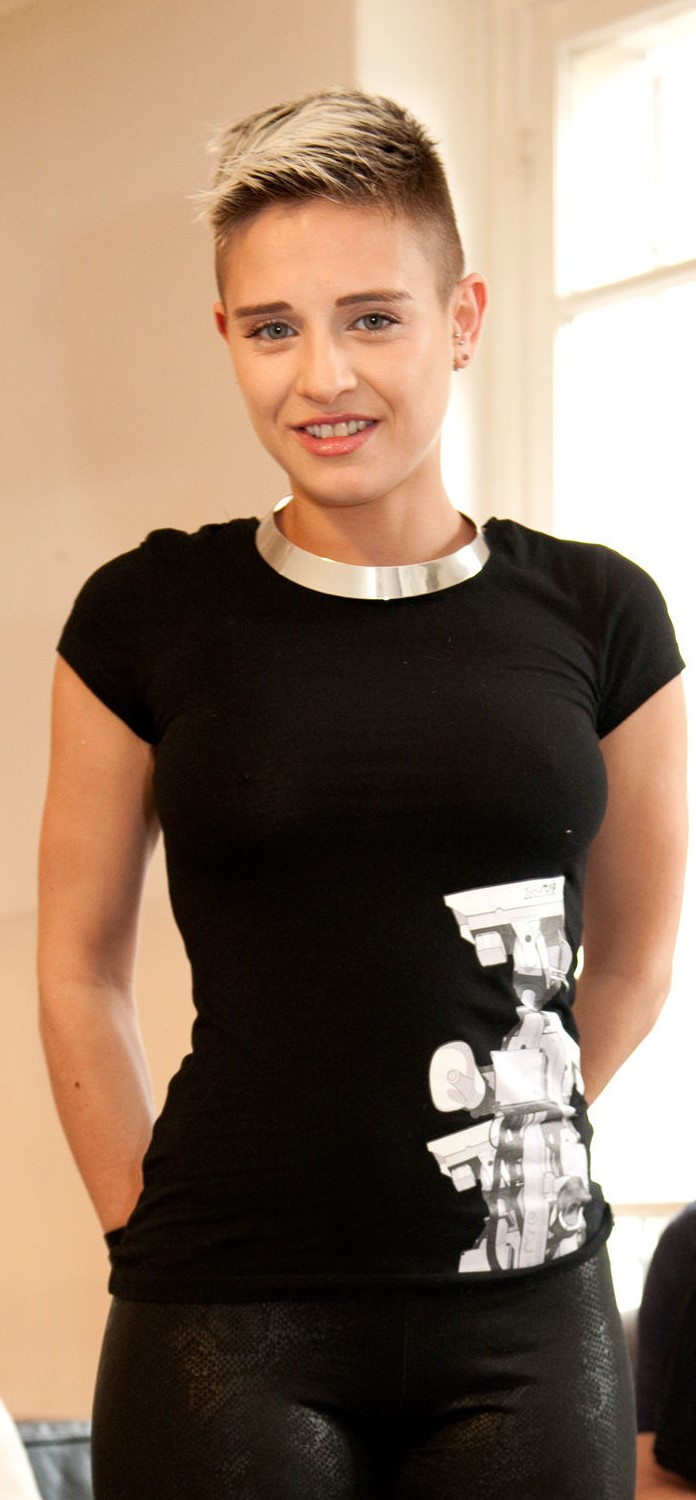
Électre.
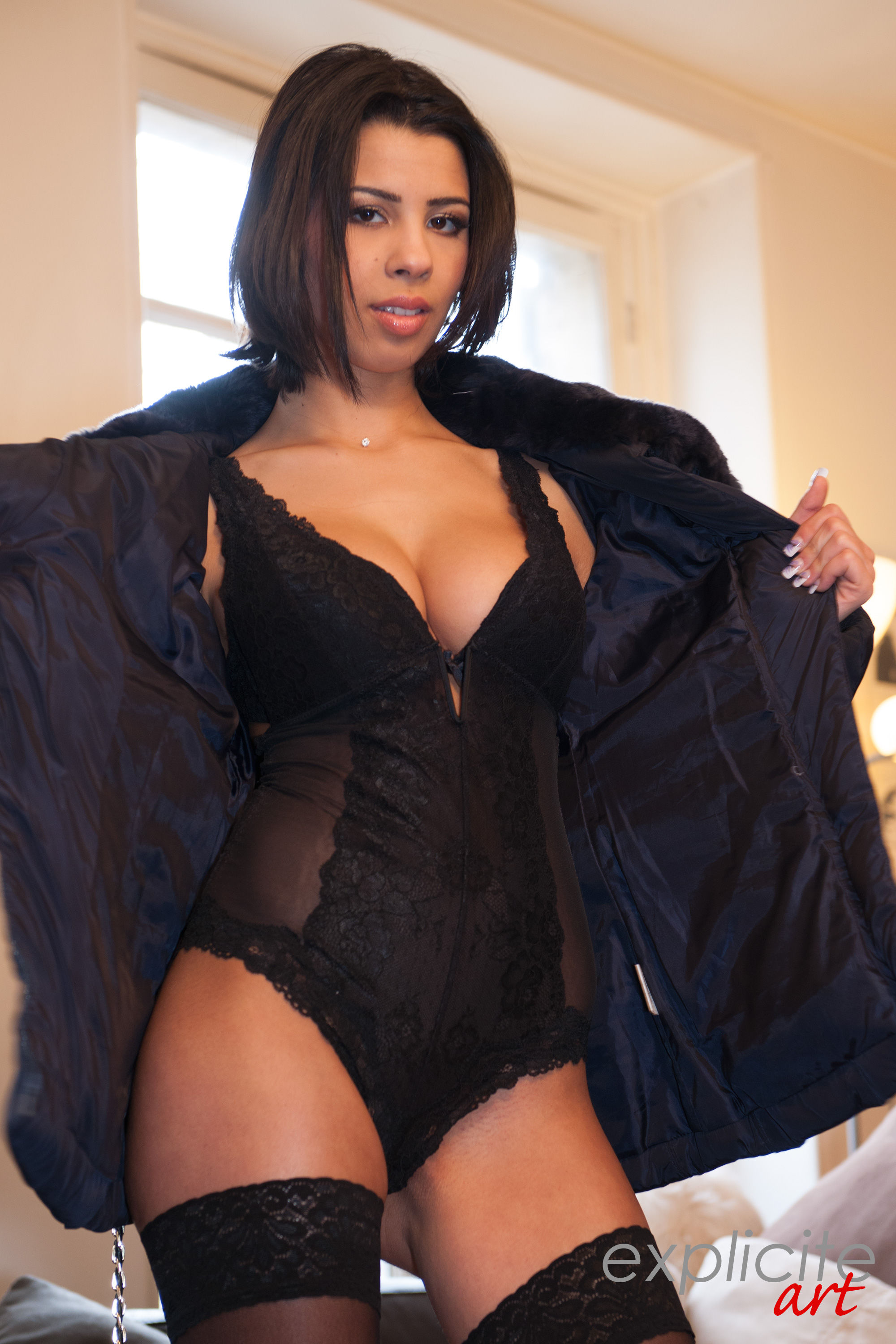
Paloma.
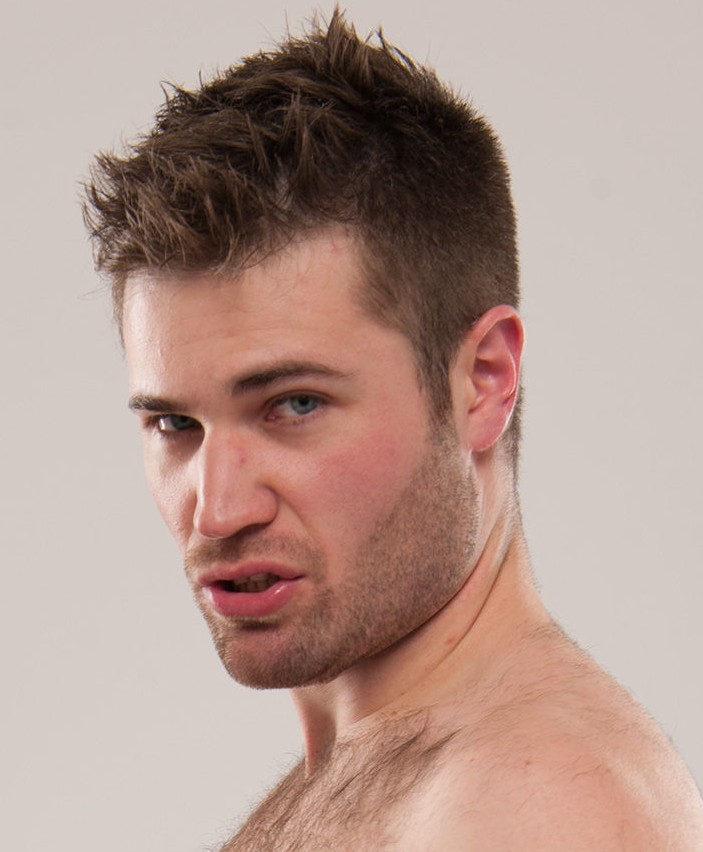
Doryann Marguet.
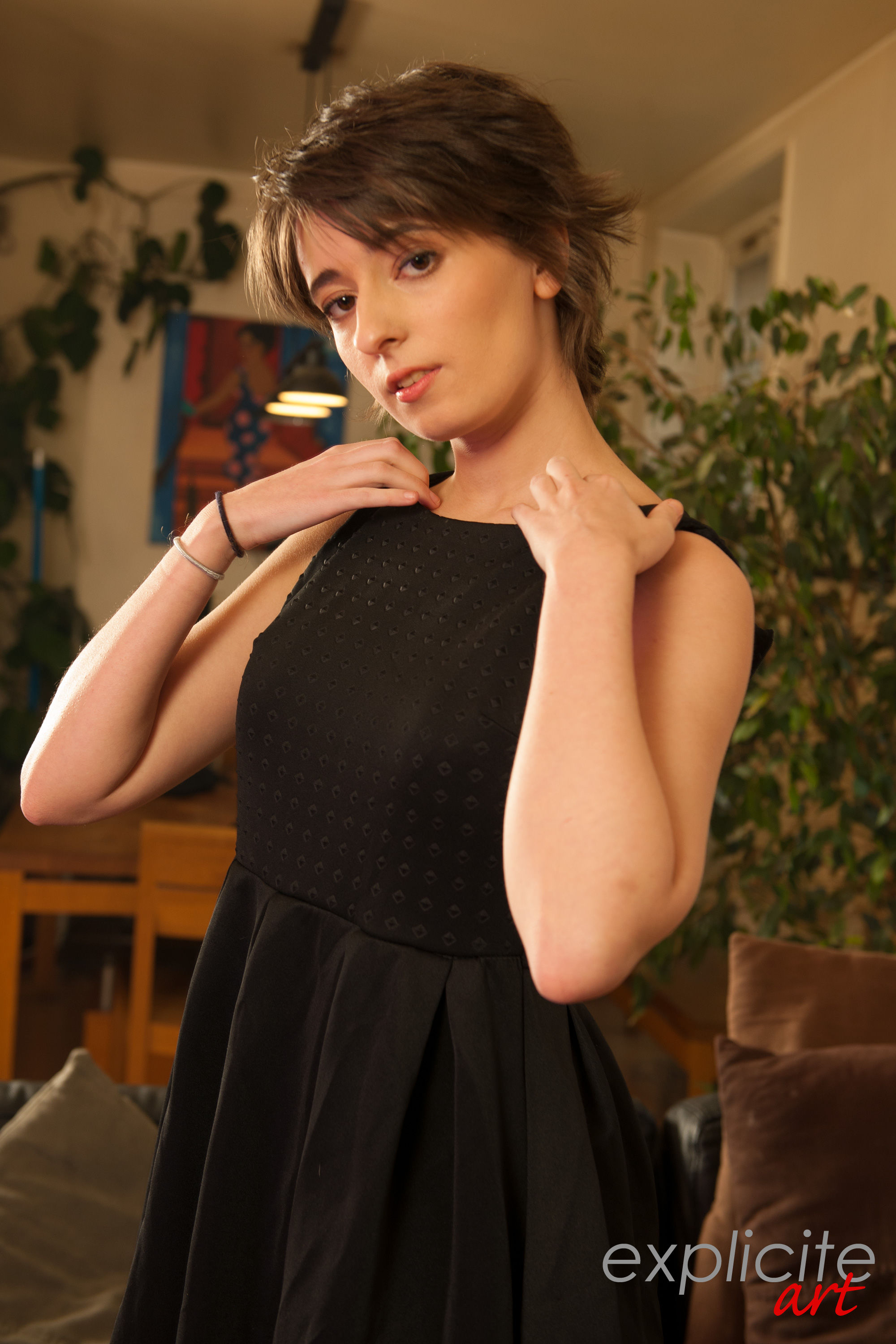
Molly Saint Rose.
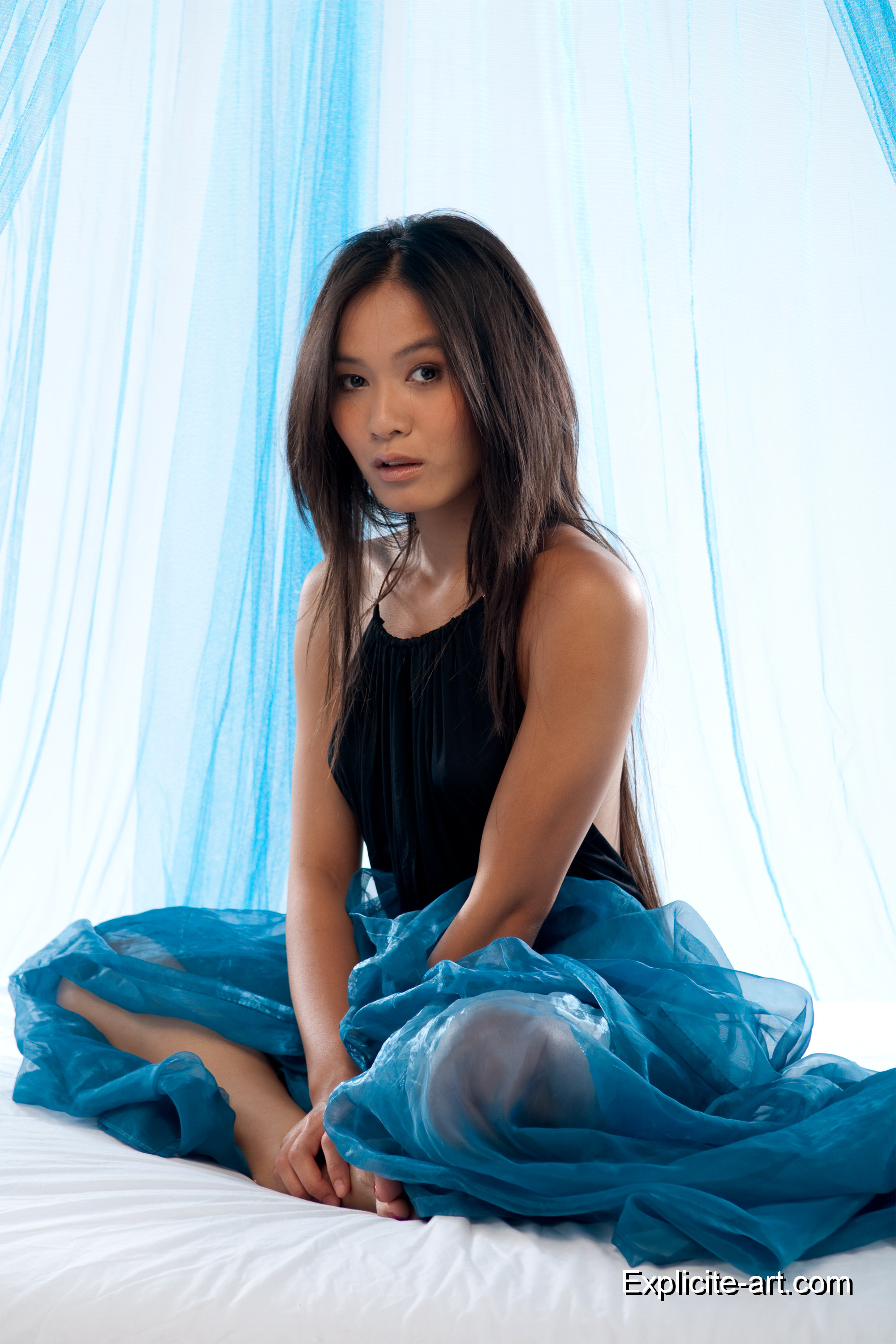
Yoko.
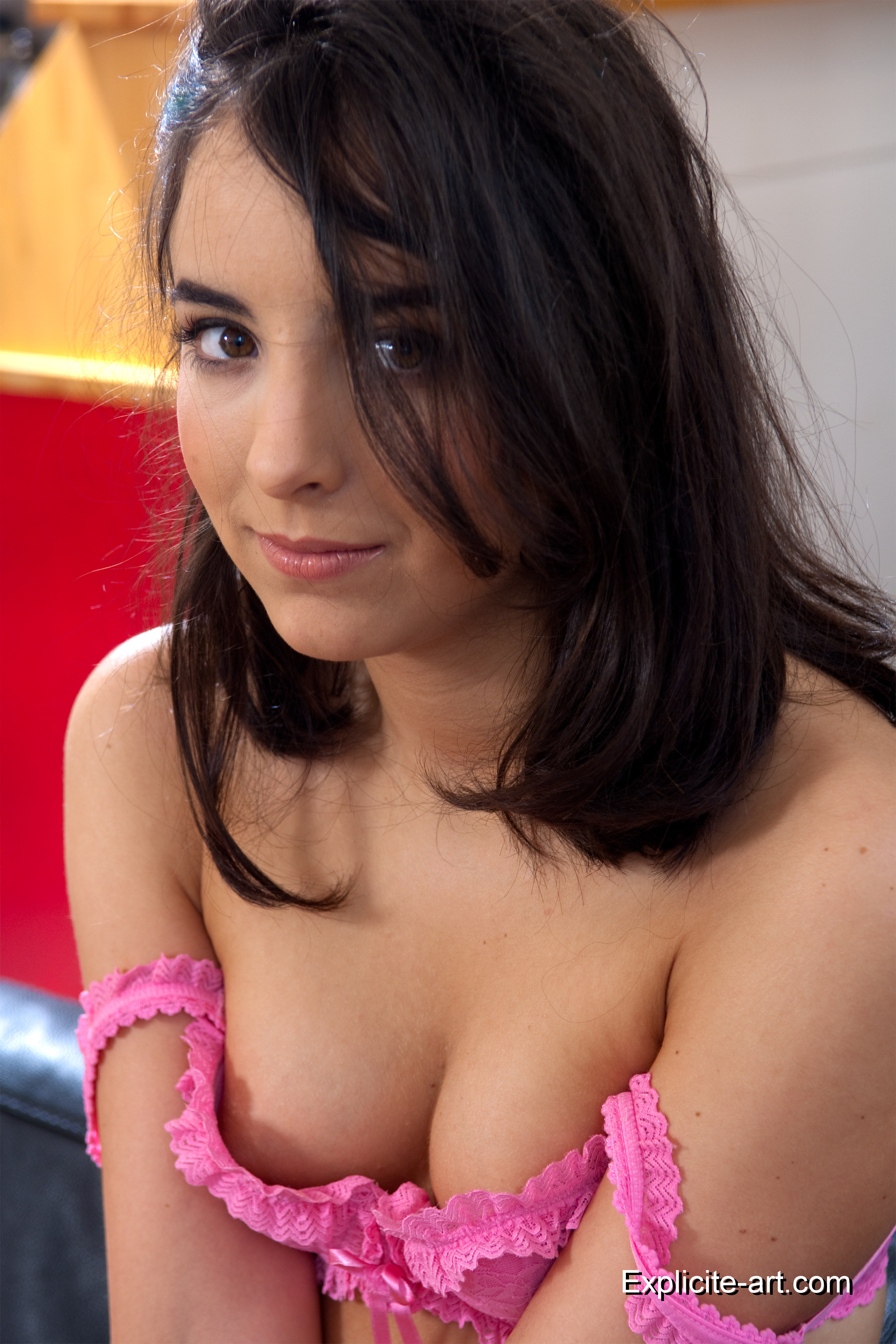
Faustine Karel.
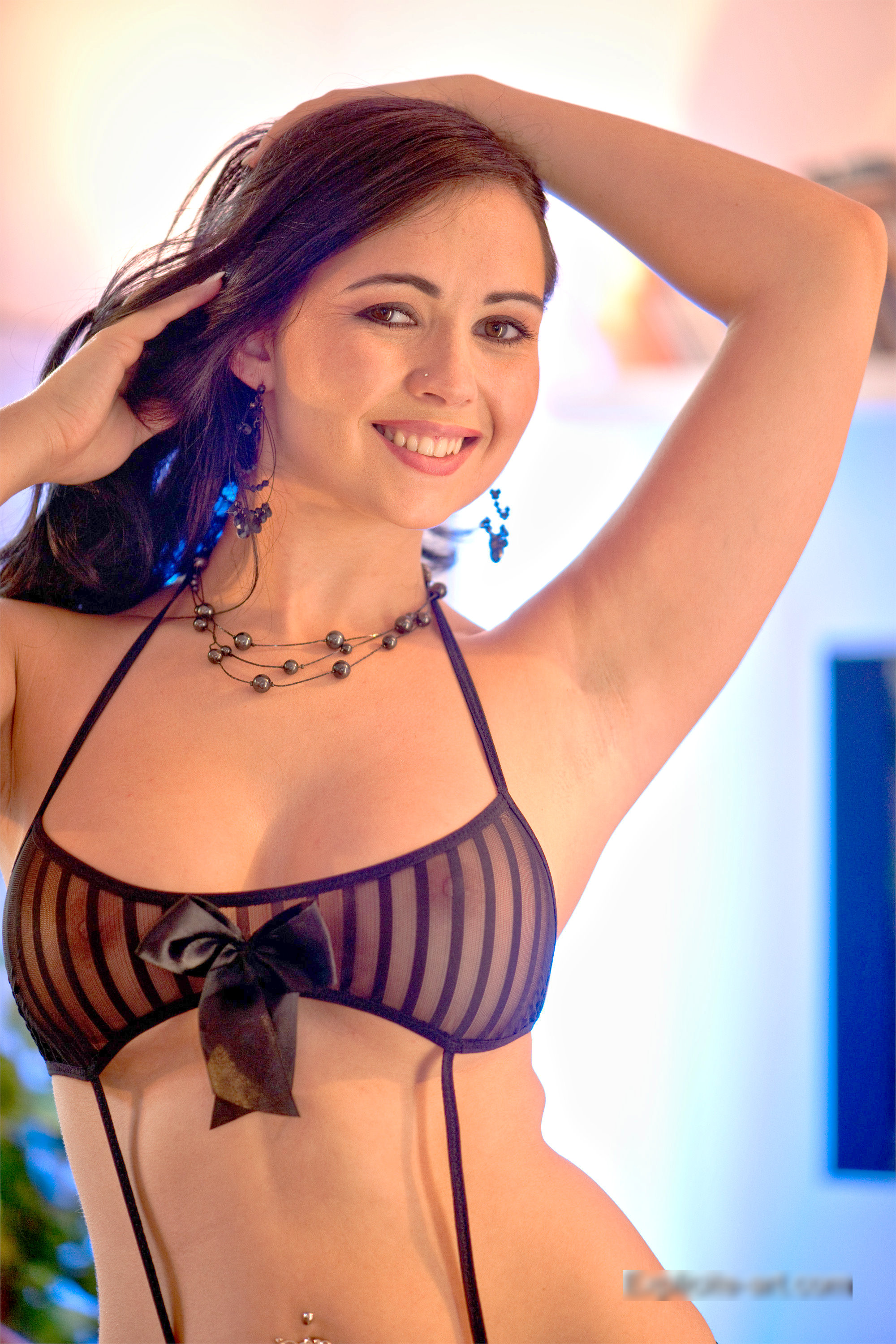
Angell Summers.
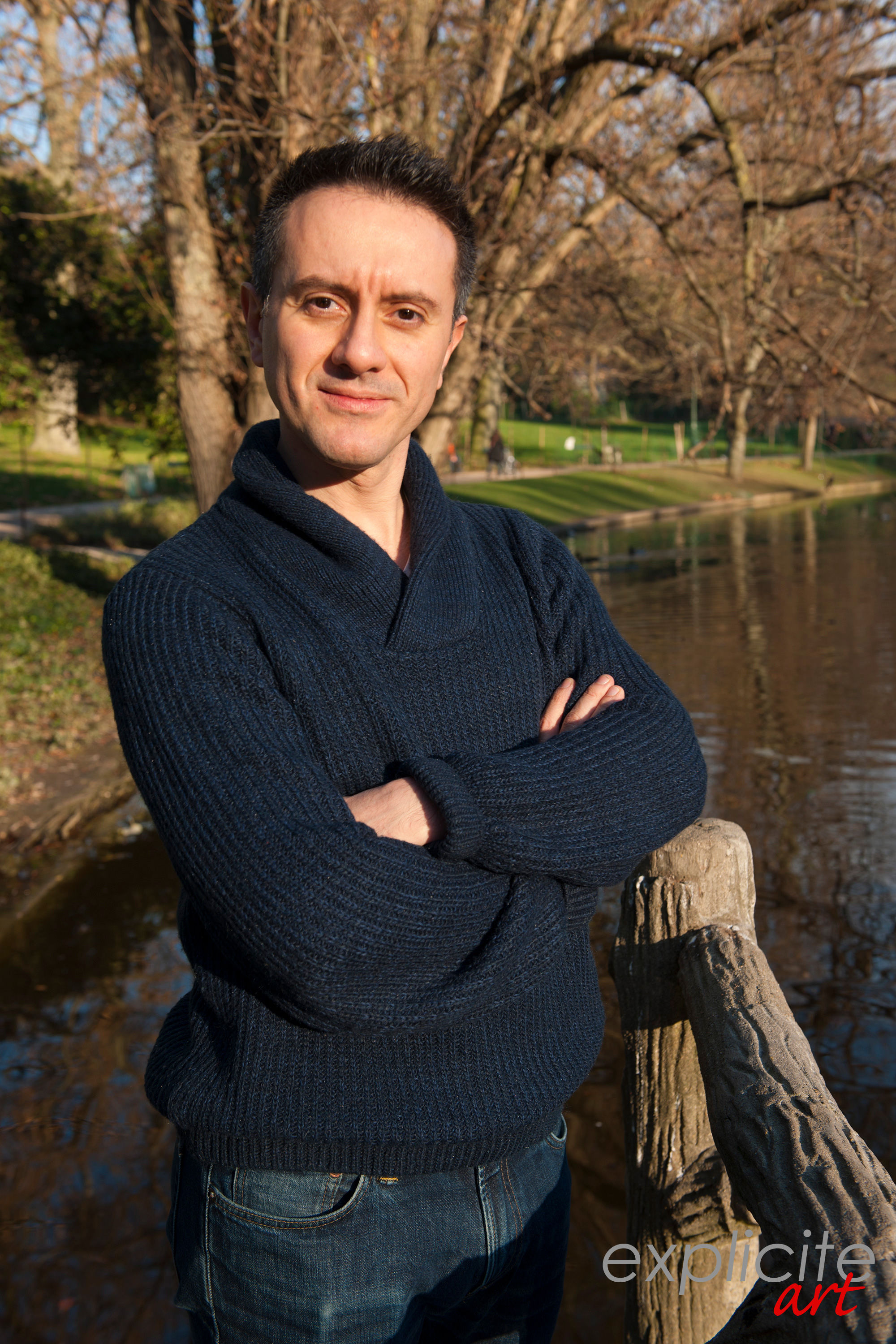
Rico Simmons.
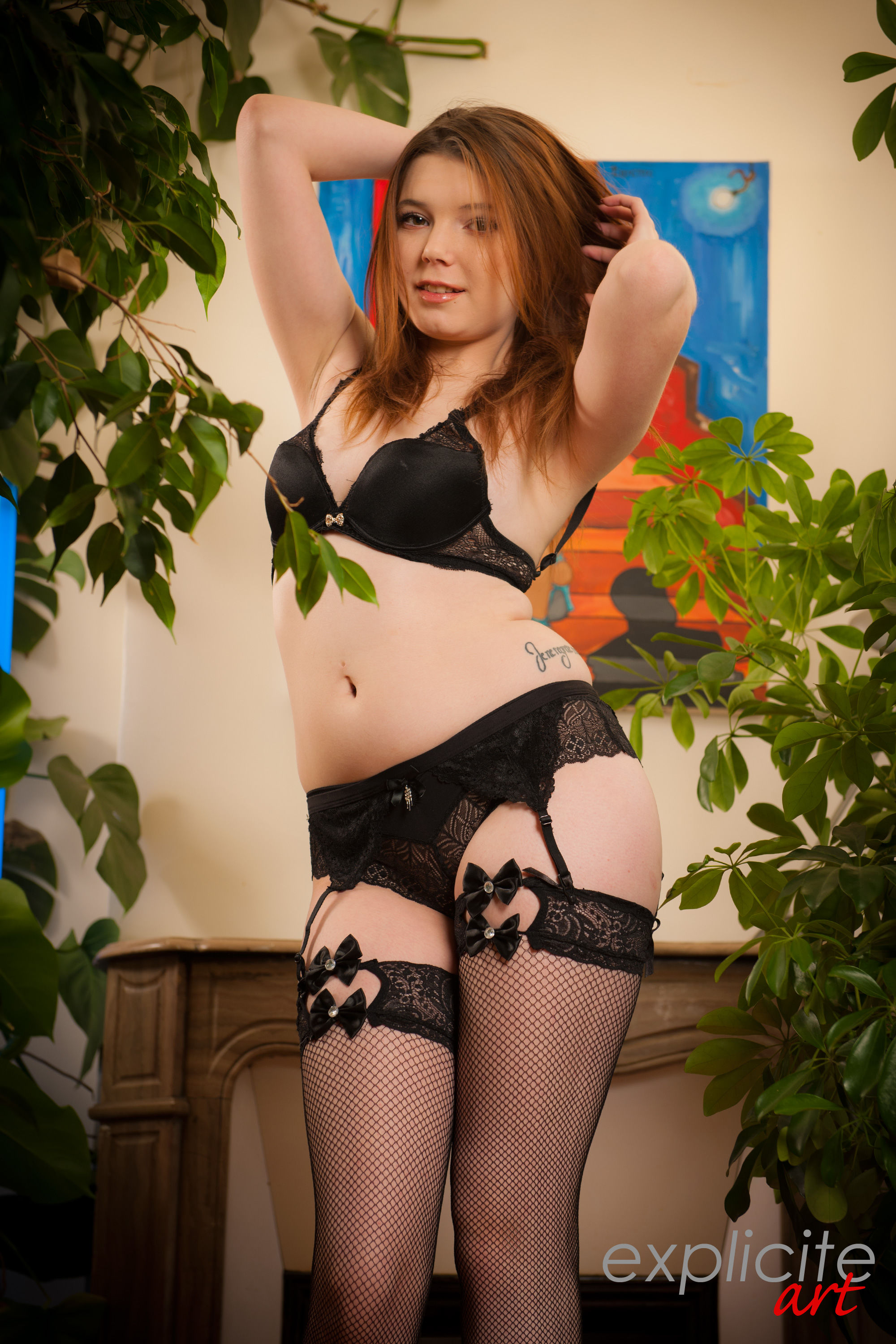
Angela Kiss.
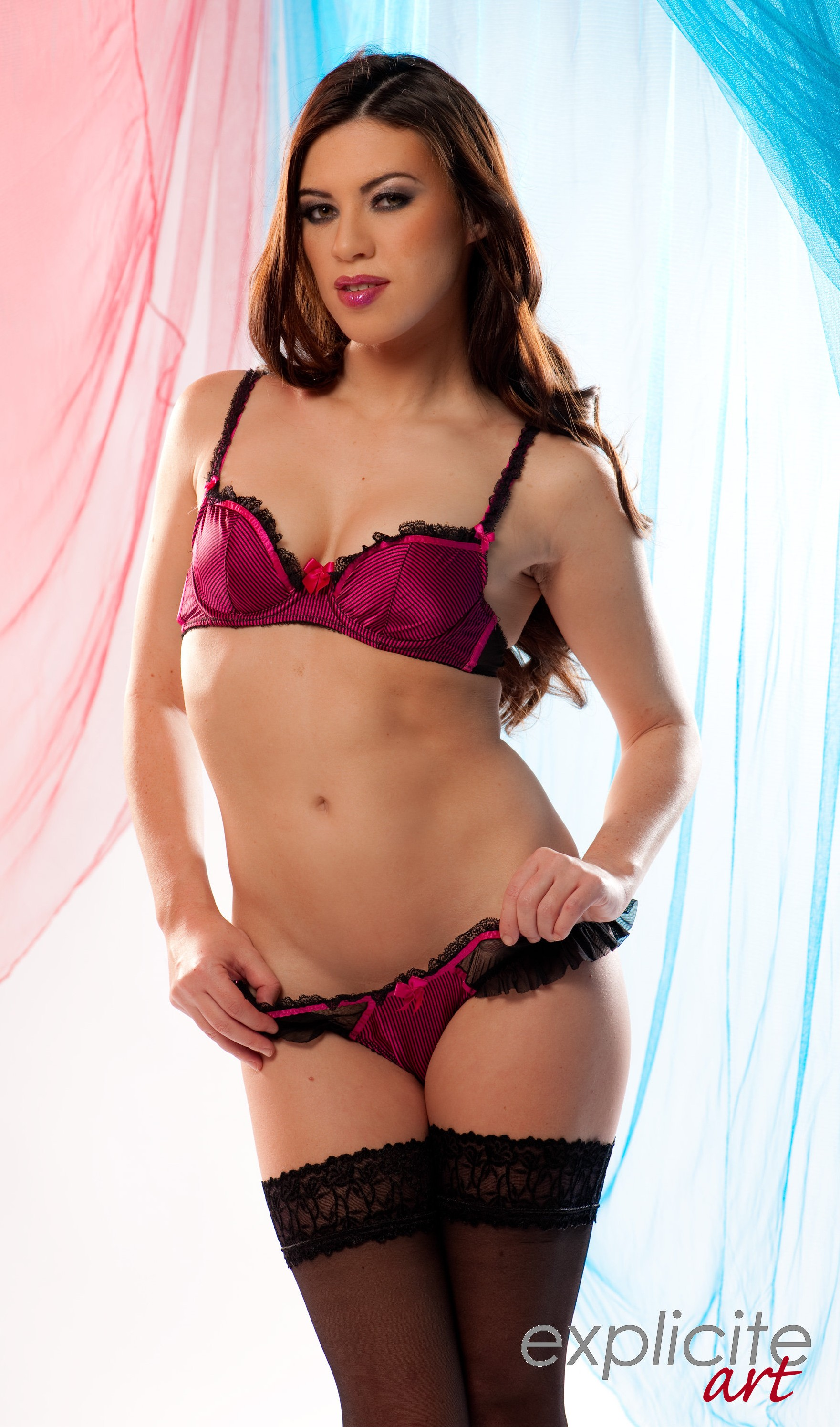
Tiffany Doll.
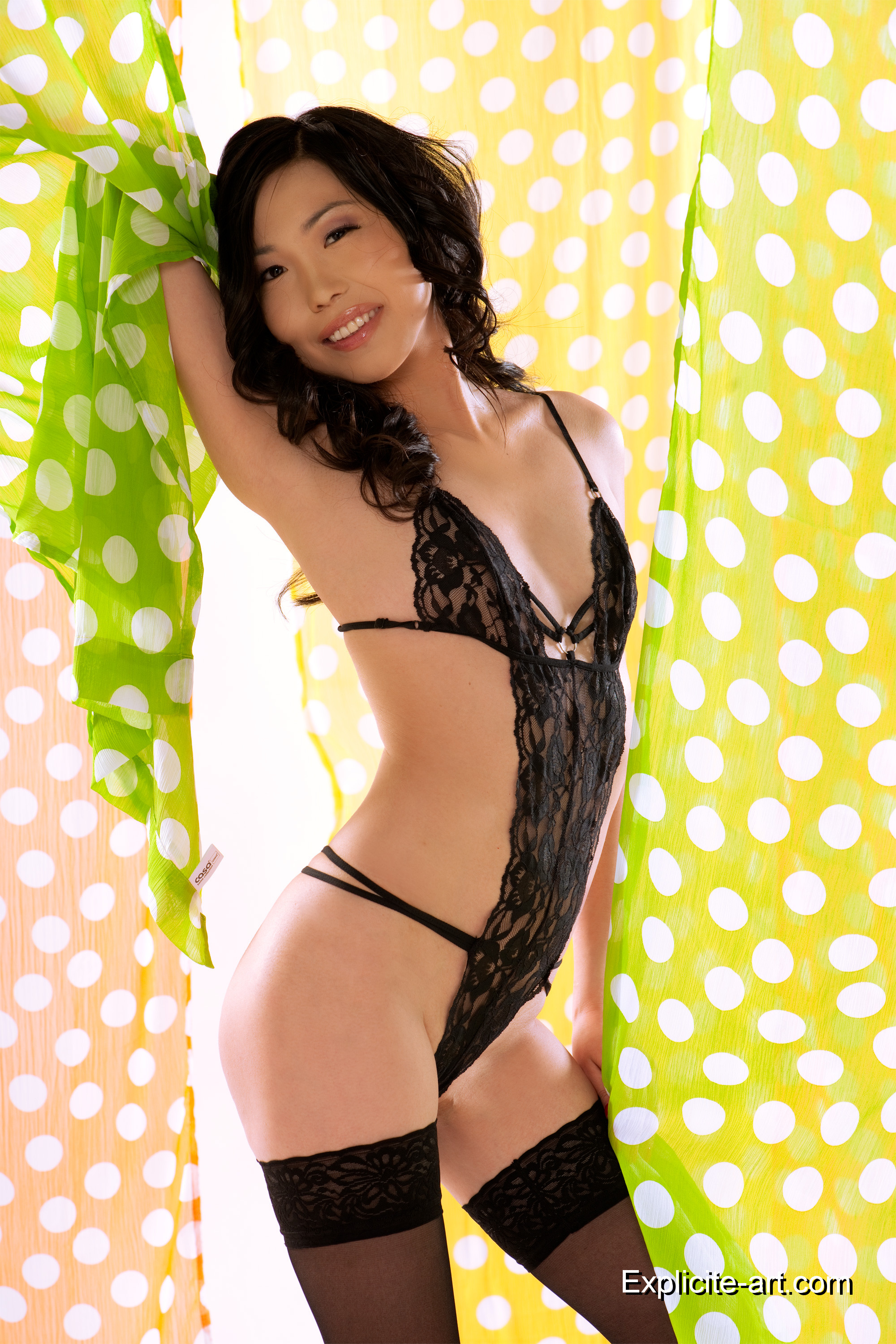
Nicoline.
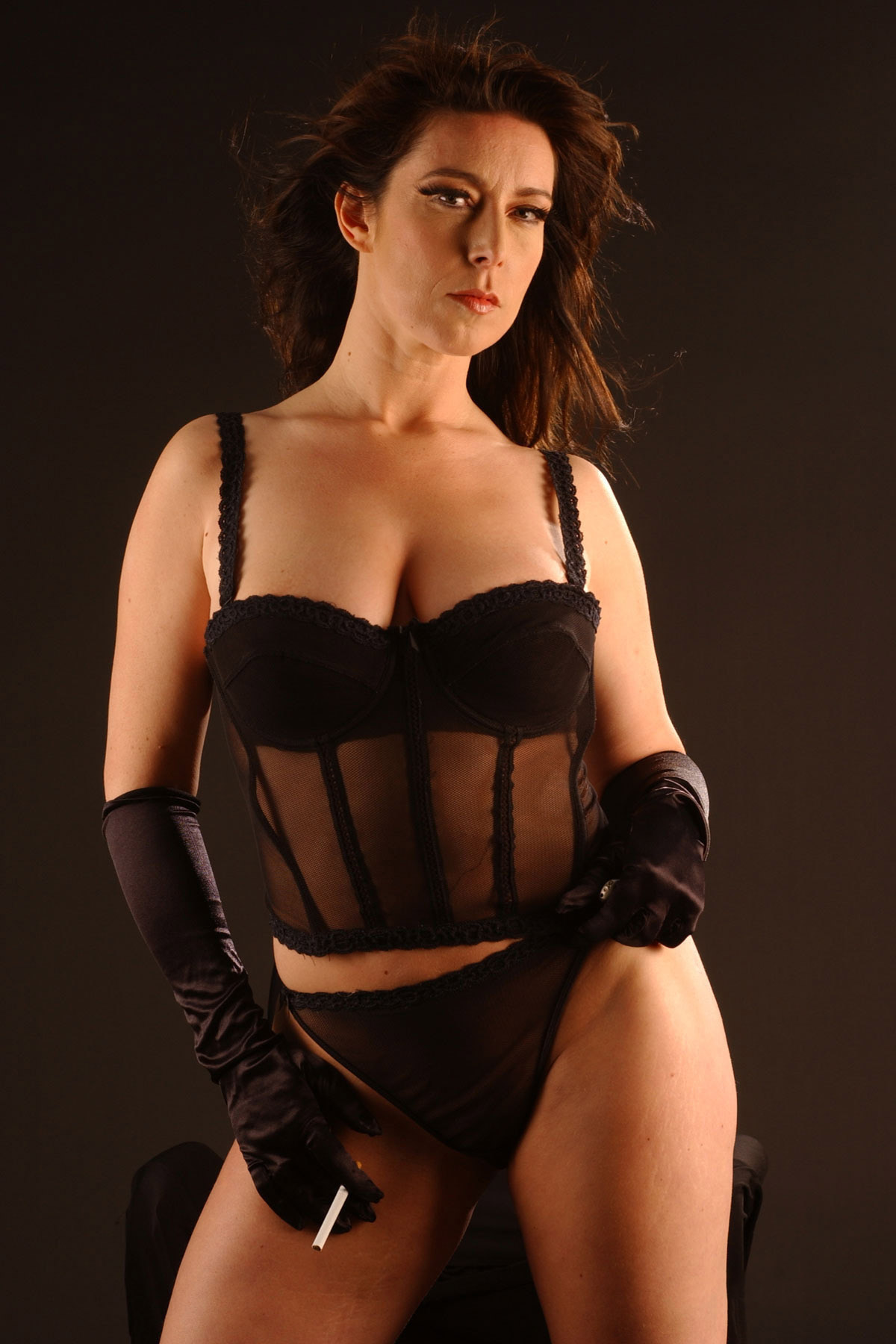
Lydia Saint Martin.
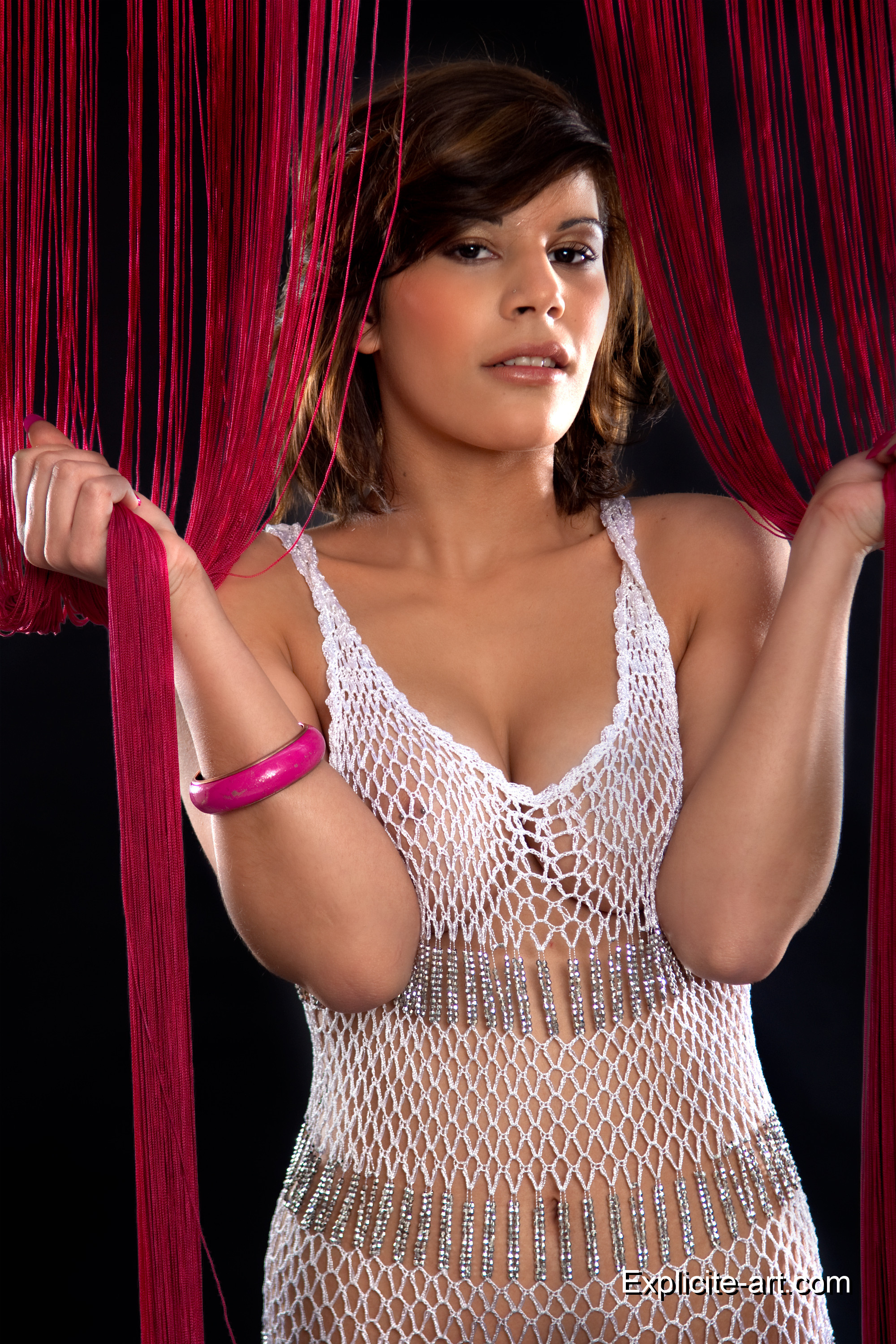
Coco Charnelle.
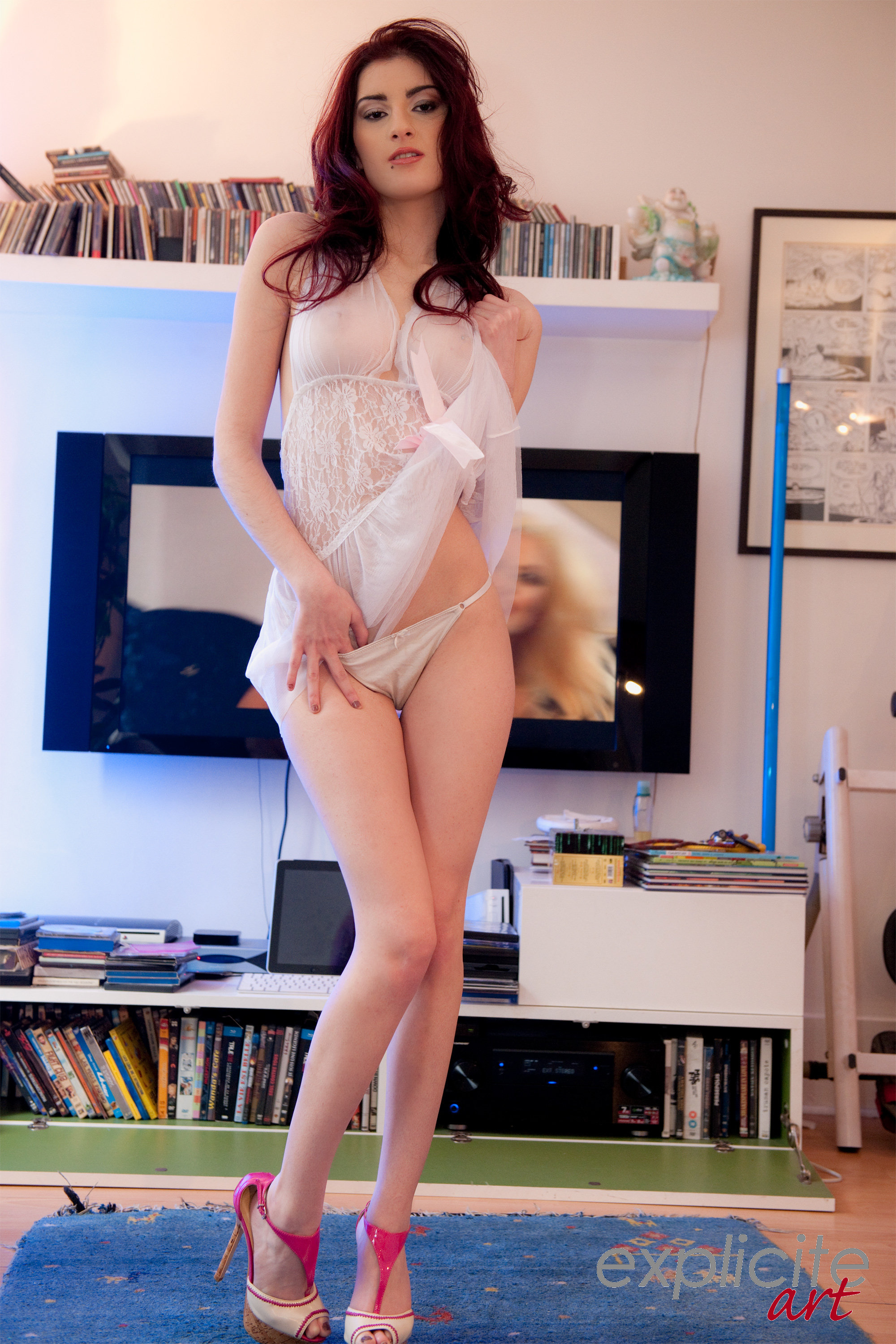
Mademoiselle Lilith.
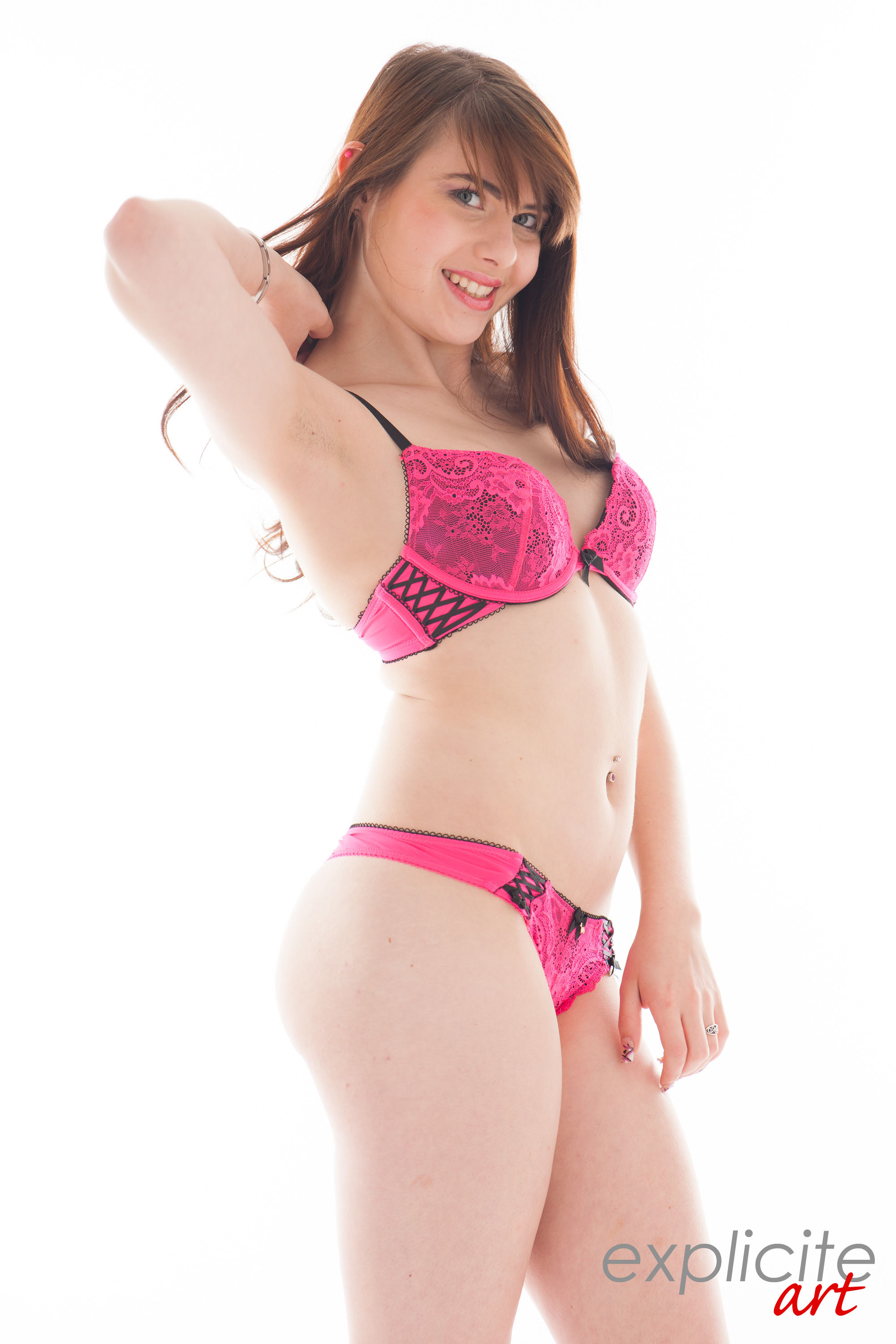
Luna Rival.

## Récompenses et nominations
- Une quinzaine d'X awards européens[54] au festival International de l'Érotisme de Bruxelles, dont :
  - 1995 :  X Award européen du meilleur CDX pour Zara Whites'double Xperience[55]
  - 1996 :  X Award européen du meilleur CDX pour Cyberix[55]
  - 2004 :  X Award européen du meilleur réalisateur
  - 2005 :  X Award européen du meilleur réalisateur français
  - 2008 :  X Award européen du Jury, Meilleure Contribution Artistique France pour Ludivine 90[38]
  - 2008 :  X Award européen Meilleur Scénario France pour Ludivine[38]
  - 2008 :  X Award européen Meilleur Réalisateur France pour Ludivine[38]
  - 2009 :  X Award européen Meilleur réalisateur pour Montre-moi du rose
- 2009 :  Hot d'or du meilleur réalisateur français pour Montre-moi du rose[56]
- 2011 :  Galaxy Award du "Best Photo Content" pour Explicite-art[57]
- 2013 :  Nommé pour le Galaxy Award du Best Photo Content pour Explicite-art[58]
- 2013 :  Gonzo, Mode d'emploi, en sélection officielle du festival du nouveau cinéma de Montréal[59]